# Persone di nome David
| Questa pagina contiene informazioni ricavate automaticamente dalle voci biografiche con l'ausilio del template Bio e di un bot. L'aggiornamento è periodico e automatico e ricostruisce completamente la pagina. Se manca una persona in questa lista, sei pregato di non aggiungerla, ma accertati piuttosto che la sua voce biografica contenga il template Bio e che i dati anagrafici siano correttamente compilati. Se il template Bio manca, inseriscilo tu stesso o, in alternativa, metti l'avviso {{tmp\|Bio}} che ne segnala la mancanza. Se i dati riportati sono sbagliati, correggi direttamente la voce biografica; le modifiche saranno visibili in questa lista entro pochi giorni. Per chiarimenti vedi il progetto antroponimi. La lista contiene solo le 2.821 persone che sono citate nell'enciclopedia e per le quali è stato implementato correttamente il template Bio. Pagina aggiornata al 6 ago 2025. |

Questa è una lista di persone presenti nell'enciclopedia che hanno il nome David, suddivise per attività principale.

## Abati(1)
- David Aichler, abate tedesco (Mindelheim, n. 1545 - Andechs, † 1596)

## Agenti segreti(1)
- David Barnea, agente segreto e generale israeliano (Ashkelon, n. 1965)

## Allenatori di calcio a 5(3)
- David Frič, allenatore di calcio a 5 e ex giocatore di calcio a 5 ceco (Kladno, n. 1983)
- David Madrid, allenatore di calcio a 5 spagnolo (Madrid, n. 1979)
- David Marín, allenatore di calcio a 5 e ex giocatore di calcio a 5 spagnolo (Madrid, n. 1971)

## Allenatori di hockey su ghiaccio(2)
- David Äbischer, allenatore di hockey su ghiaccio e ex hockeista su ghiaccio svizzero (Ginevra, n. 1978)
- Dave Debol, allenatore di hockey su ghiaccio e ex hockeista su ghiaccio statunitense (St. Clair Shores, n. 1956)

## Allenatori di pallacanestro(10)
- Dave Arseneault, allenatore di pallacanestro statunitense (n. 1953)
- Dave Brown, allenatore di pallacanestro statunitense (Green Bay, n. 1933 - Dallas, † 2009)
- David Dedek, allenatore di pallacanestro sloveno (Lubiana, n. 1971)
- David Díaz Rivero, allenatore di pallacanestro e ex cestista venezuelano (Aragua, n. 1964)
- David Fizdale, allenatore di pallacanestro e ex cestista statunitense (Los Angeles, n. 1974)
- David Hixon, allenatore di pallacanestro statunitense (Andover, n. 1952)
- Dave Joerger, allenatore di pallacanestro statunitense (Staples, n. 1974)
- Dave MacMillan, allenatore di pallacanestro statunitense (n. 1886 - † 1963)
- David McClure, allenatore di pallacanestro e ex cestista statunitense (Ridgefield, n. 1986)
- David Vanterpool, allenatore di pallacanestro, dirigente sportivo e ex cestista statunitense (Daytona Beach, n. 1973)

## Allenatori di tennis(7)
- David Ferrer, allenatore di tennis e ex tennista spagnolo (Jávea, n. 1982)
- David Macpherson, allenatore di tennis e ex tennista australiano (Launceston, n. 1967)
- David Nainkin, allenatore di tennis e ex tennista sudafricano (Durban, n. 1970)
- David Nalbandian, allenatore di tennis, pilota di rally e ex tennista argentino (Córdoba, n. 1982)
- David Roditi, allenatore di tennis e ex tennista messicano (Città del Messico, n. 1973)
- David Sánchez, allenatore di tennis e ex tennista spagnolo (Zamora, n. 1978)
- David Witt, allenatore di tennis e ex tennista statunitense (High Point, n. 1973)

## Altisti(2)
- Dave Albritton, altista e politico statunitense (Danville, n. 1913 - Dayton, † 1994)
- David Adley Smith, altista statunitense (n. 1992)

## Ambientalisti(2)
- David McTaggart, ambientalista canadese (Vancouver, n. 1932 - Paciano, † 2001)
- David Suzuki, ambientalista e attivista canadese (Vancouver, n. 1936)

## Ammiragli(6)
- David Beatty, ammiraglio britannico (Stapeley, n. 1871 - Londra, † 1936)
- Anthony Blackburn, ammiraglio inglese (n. 1945)
- David Cairns, V conte Cairns, ammiraglio inglese (n. 1909 - † 1989)
- David G. Farragut, ammiraglio statunitense (Knoxville, n. 1801 - Portsmouth, † 1870)
- David Imperiali, ammiraglio italiano (Genova, n. 1542 - Finale Ligure, † 1575)
- David Dixon Porter, ammiraglio statunitense (Chester, n. 1813 - Washington, † 1891)

## Animatori(4)
- Dave Filoni, animatore, regista e sceneggiatore statunitense (Mount Lebanon, n. 1974)
- David Firth, animatore, compositore e attore britannico (Doncaster, n. 1983)
- David Hand, animatore, regista e produttore cinematografico statunitense (Plainfield, n. 1900 - San Luis Obispo, † 1986)
- David P. Smith, animatore, sceneggiatore e character designer statunitense (Los Angeles, n. 1968)

## Antiquari(1)
- David Solomon Sassoon, antiquario e filantropo britannico (n. 1880 - † 1942)

## Antropologi(4)
- David W. Anthony, antropologo statunitense
- David Caramelli, antropologo italiano (Firenze, n. 1969)
- David Graeber, antropologo e attivista statunitense (New York, n. 1961 - Venezia, † 2020)
- David Kertzer, antropologo e storico statunitense (New York, n. 1948)

## Arbitri di calcio(5)
- David Coote, ex arbitro di calcio inglese (Nottinghamshire, n. 1982)
- David Elleray, ex arbitro di calcio inglese (Dover, n. 1954)
- David Fernández Borbalán, ex arbitro di calcio spagnolo (Almería, n. 1973)
- David Fuxman, arbitro di calcio israeliano (n. 1990)
- David Socha, arbitro di calcio statunitense (Springfield, n. 1938 - Springfield, † 2025)

## Arbitri di pallacanestro(1)
- David Walsh, arbitro di pallacanestro statunitense (Hoboken, n. 1889 - Boca Raton, † 1975)

## Archeologi(3)
- David Gibbins, archeologo e scrittore canadese (Saskatoon, n. 1962)
- David Randall-MacIver, archeologo e egittologo inglese (n. 1873 - † 1945)
- David Stuart, archeologo, antropologo e scrittore statunitense (Washington, n. 1965)

## Architetti(9)
- David Adler, architetto statunitense (Milwaukee, n. 1882 - Libertyville, † 1949)
- David Chipperfield, architetto britannico (Londra, n. 1953)
- David Fisher, architetto italiano (n. 1948)
- David Ivanovič Grimm, architetto e storico dell'arte russo (San Pietroburgo, n. 1823 - San Pietroburgo, † 1898)
- David Laing, architetto inglese (Londra, n. 1774 - Londra, † 1856)
- David Palterer, architetto, designer e artista israeliano (Haifa, n. 1949)
- David Rockwell, architetto e designer statunitense (Chicago, n. 1956)
- David Schatz, architetto tedesco (Dresda - Lipsia, † 1750)
- David M. Schwarz, architetto e designer statunitense (Los Angeles, n. 1951)

## Arcieri(2)
- David McGowan, arciere statunitense (Contea di Perry, n. 1838 - Rome, † 1924)
- David Pasqualucci, arciere italiano (Genzano di Roma, n. 1996)

## Arcivescovi anglicani(1)
- David Gitari, arcivescovo anglicano keniota (n. 1937 - Nairobi, † 2013)

## Arrampicatori(2)
- Dave Graham, arrampicatore statunitense (Maine, n. 1981)
- David Lama, arrampicatore e alpinista austriaco (Innsbruck, n. 1990 - Howse Peak, † 2019)

## Artisti(11)
- David Ascalon, artista e scultore israeliano (Tel Aviv, n. 1945)
- David Novros, artista statunitense (Los Angeles, n. 1941)
- David Griffiths, artista gallese (Liverpool, n. 1939)
- David Hammons, artista e scultore statunitense (Springfield, n. 1943)
- David Hare, artista statunitense (New York, n. 1917 - Jackson, † 1992)
- David Koloane, artista e gallerista sudafricano (Alexandra, n. 1938 - Johannesburg, † 2019)
- David Levine, artista statunitense (New York, n. 1926 - New York, † 2009)
- David Stone Martin, artista statunitense (Chicago, n. 1913 - New London, † 1992)
- David Shrigley, artista britannico (Macclesfield, n. 1968)
- David Tremlett, artista, fotografo e scultore britannico (Saint Austell, n. 1945)
- David Wojnarowicz, artista, fotografo e scrittore statunitense (Red Bank, n. 1954 - New York, † 1992)

## Artisti marziali misti(3)
- Tank Abbott, artista marziale misto e ex wrestler statunitense (Huntington Beach, n. 1965)
- David Branch, artista marziale misto statunitense (New York, n. 1981)
- Dave Menne, artista marziale misto statunitense (Minneapolis, n. 1974)

## Assassini seriali(2)
- David Berkowitz, serial killer statunitense (New York, n. 1953)
- David Carpenter, serial killer statunitense (San Francisco, n. 1930)

## Astisti(1)
- David Roberts, ex astista statunitense (Stillwater, n. 1951)

## Astrofisici(1)
- David Todd Wilkinson, astrofisico e cosmologo statunitense (Hillsdale, n. 1935 - Princeton, † 2002)

## Astronauti(7)
- David McDowell Brown, astronauta statunitense (Arlington, n. 1956 - Texas, † 2003)
- David Hilmers, ex astronauta e ingegnere statunitense (Clinton, n. 1950)
- David Leestma, ex astronauta statunitense (n. 1949)
- David Saint-Jacques, astronauta e astrofisico canadese (Québec, n. 1970)
- David Scott, astronauta statunitense (San Antonio, n. 1932)
- David Walker, astronauta statunitense (Columbus, n. 1944 - Houston, † 2001)
- David Wolf, astronauta e medico statunitense (Indianapolis, n. 1956)

## Astronomi(25)
- David Allen, astronomo britannico (Altrincham, n. 1946 - Sydney, † 1994)
- David J. Asher, astronomo britannico (Edimburgo, n. 1966)
- David D. Balam, astronomo canadese
- David E. Beatty, astronomo statunitense
- David R. De Graff, astronomo statunitense
- David S. Dixon, astronomo statunitense (n. 1947)
- David Fabricius, astronomo olandese (Esens, n. 1564 - Osteel, † 1617)
- David Carson Fuls, astronomo statunitense
- David Gill, astronomo britannico (Aberdeen, n. 1843 - Londra, † 1914)
- David B. Goldstein, astronomo statunitense
- David Grennan, astronomo irlandese
- David B. Healy, astronomo statunitense (Los Angeles, n. 1936 - Sierra Vista, † 2011)
- David Herald, astronomo australiano
- David J. Higgins, astronomo australiano (n. 1961)
- David Jewitt, astronomo britannico (Londra, n. 1958)
- David Levy, astronomo e divulgatore scientifico canadese (Montréal, n. 1948)
- David McDonald, astronomo irlandese (n. 1964)
- David McLeish, astronomo argentino
- David Nesvorný, astronomo ceco (n. 1969)
- David L. Polishook, astronomo israeliano (n. 1976)
- David Lincoln Rabinowitz, astronomo statunitense (n. 1960)
- David Rankin, astronomo statunitense
- David R. Skillman, astronomo statunitense
- David James Tholen, astronomo statunitense (n. 1955)
- David E. Trilling, astronomo statunitense (n. 1972)

## Atleti(2)
- David Caldwell, atleta statunitense (Byfield, n. 1891 - † 1953)
- David Colgan, atleta italiano (Bologna, n. 1981)

## Atleti paralimpici(3)
- David Casinos, atleta paralimpico spagnolo (Valencia, n. 1972)
- David Larson, ex atleta paralimpico statunitense
- David Weir, atleta paralimpico britannico (Londra, n. 1979)

## Attivisti(5)
- David Reubeni, attivista arabo (Khaybar, n. 1490 - Llerena, † 1541)
- David Hamilton Jackson, attivista danese (Saint Croix, n. 1884 - Saint Croix, † 1946)
- David Kato, attivista ugandese (Nakawala, n. 1964 - Bukusa, † 2011)
- David Matheson, attivista statunitense
- David Mixner, attivista e filantropo statunitense (Bridgeton, n. 1946 - New York, † 2024)

## Attori pornografici(1)
- David Perry, attore pornografico francese (Rambouillet, n. 1970)

## Attori teatrali(4)
- David Fisher, attore teatrale inglese (Norwich, n. 1760 - Dereham, † 1832)
- Dudu Fisher, attore teatrale e cantante israeliano (Petah Tiqwa, n. 1951)
- David Garrick, attore teatrale e drammaturgo inglese (Hereford, n. 1717 - Londra, † 1779)
- David Thaxton, attore teatrale e cantante gallese (Neath, n. 1982)

## Autori di giochi(3)
- Dave Arneson, autore di giochi statunitense (Contea di Hennepin, n. 1947 - St. Paul, † 2009)
- D. Vincent Baker, autore di giochi statunitense
- David Cook, autore di giochi e autore di videogiochi statunitense (East Lansing)

## Autori di videogiochi(6)
- David Cage, autore di videogiochi, sceneggiatore e musicista francese (Mulhouse, n. 1969)
- David Crane, autore di videogiochi e imprenditore statunitense (Nappanee, n. 1955)
- David Fox, autore di videogiochi e informatico statunitense (Los Angeles, n. 1950)
- David Jaffe, autore di videogiochi statunitense (Birmingham, n. 1971)
- David Jones, autore di videogiochi e programmatore britannico (Dundee, n. 1965)
- David Perry, autore di videogiochi e imprenditore britannico (Lisburn, n. 1967)

## Autori televisivi(3)
- David Crane, autore televisivo statunitense (West New York, n. 1957)
- David Milch, autore televisivo e sceneggiatore statunitense (Buffalo, n. 1945)
- David Wilcox, autore televisivo e produttore televisivo statunitense

## Aviatori(2)
- David Ferrie, aviatore statunitense (Cleveland, n. 1918 - New Orleans, † 1967)
- David Rittenhouse, aviatore e militare statunitense (Saint Paul, n. 1894 - St. Petersburg, † 1962)

## Avvocati(7)
- David Dudley-Field, avvocato statunitense (Haddam, n. 1805 - New York, † 1894)
- David M. Friedman, avvocato e diplomatico statunitense (Woodmere, n. 1958)
- David Fromkin, avvocato e storico statunitense (Milwaukee, n. 1932 - New York, † 2017)
- David Mundell, avvocato e politico scozzese (Dumfries, n. 1962)
- David Otunga, avvocato e ex wrestler statunitense (Elgin, n. 1980)
- David Stern, avvocato e dirigente sportivo statunitense (New York, n. 1942 - New York, † 2020)
- David Winspeare, avvocato, giurista e filosofo italiano (Portici, n. 1775 - Napoli, † 1847)

## Banchieri(4)
- David M. Kennedy, banchiere, politico e diplomatico statunitense (Randolph, n. 1905 - Salt Lake City, † 1996)
- David Levi, banchiere, imprenditore e politico italiano (Chieri, n. 1750 - Torino, † 1831)
- David Rockefeller, banchiere statunitense (New York, n. 1915 - Pocantico Hills, † 2017)
- David M. Solomon, banchiere e musicista statunitense (Hartsdale, n. 1962)

## Baritoni(2)
- David Bispham, baritono statunitense (Filadelfia, n. 1857 - Manhattan, † 1921)
- David Ffrangcon-Davies, baritono gallese (Bethesda, n. 1855 - Londra, † 1918)

## Bassisti(11)
- David Brown, bassista statunitense (New York, n. 1947 - Los Angeles, † 2000)
- David Desrosiers, bassista canadese (Sept-Îles, n. 1980)
- David Ellefson, bassista statunitense (Jackson, n. 1964)
- David Goodier, bassista inglese (Stonehenge, n. 1954)
- David Hood, bassista statunitense (Muscle Shoals, n. 1943)
- David Hungate, bassista statunitense (Los Angeles, n. 1948)
- David J, bassista, cantante e cantautore britannico (Northampton, n. 1957)
- David LaBruyere, bassista, musicista e produttore discografico statunitense (New Orleans, n. 1969)
- David Myers, bassista e chitarrista statunitense (Byhalia, n. 1927 - Chicago, † 2001)
- David Paton, bassista britannico (Edimburgo, n. 1949)
- David Wm. Sims, bassista statunitense (Austin, n. 1963)

## Batteristi(13)
- Dave Abbruzzese, batterista statunitense (Stamford, n. 1968)
- Dave Baker, batterista e cantante britannico (Peterborough, n. 1945)
- Dr. Chud, batterista statunitense (Lodi, n. 1964)
- David Elitch, batterista statunitense (Sebastopol, n. 1978)
- Dave Holland, batterista britannico (Northampton, n. 1948 - Lugo, † 2018)
- David King, batterista e compositore statunitense (Minneapolis, n. 1970)
- David Lauser, batterista statunitense (Reading)
- Dave Lombardo, batterista statunitense (L'Avana, n. 1965)
- David Lovering, batterista statunitense (Burlington, n. 1961)
- Dave Mattacks, batterista e produttore discografico britannico (Edgware, n. 1948)
- Dave Raun, batterista statunitense (San Francisco, n. 1970)
- Dave Rowntree, batterista e percussionista britannico (Colchester, n. 1964)
- David Sandström, batterista, cantante e produttore discografico svedese (n. 1975)

## Biatleti(2)
- David Komatz, biatleta austriaco (Rottenmann, n. 1991)
- David Zobel, biatleta tedesco (Starnberg, n. 1996)

## Biblisti(6)
- David Bivin, biblista statunitense (Cleveland, n. 1939)
- David Clines, biblista e docente australiano (Sydney, n. 1938 - † 2022)
- David M. Gunn, biblista e traduttore statunitense
- David Kimchi, biblista, grammatico e filosofo francese (Narbona, n. 1160 - † 1235)
- David H. Stern, biblista statunitense (Los Angeles, n. 1935 - Gerusalemme, † 2022)
- David Trobisch, biblista statunitense (n. 1958)

## Biochimici(1)
- David Baker, biochimico statunitense (Seattle, n. 1962)

## Biologi(3)
- David Baltimore, biologo statunitense (New York, n. 1938)
- David Goeddel, biologo statunitense (San Diego, n. 1951)
- David Keilin, biologo russo (Mosca, n. 1887 - Cambridge, † 1963)

## Blogger(1)
- David Laid, blogger, youtuber e culturista estone (n. 1998)

## Bobbisti(4)
- David Bissett, bobbista canadese (Edmonton, n. 1979)
- David Granger, bobbista statunitense (New York, n. 1903 - New York, † 2002)
- David Looker, bobbista britannico (Londra, n. 1913 - † 1995)
- David MacEachern, ex bobbista canadese (Charlottetown, n. 1967)

## Botanici(5)
- David Austin, botanico e scrittore britannico (Albrighton, n. 1926 - Albrighton, † 2018)
- David Don, botanico scozzese (Forfarshire, n. 1799 - † 1841)
- David Douglas, botanico scozzese (Scone, n. 1799 - Hawaii, † 1834)
- David Goodall, botanico britannico (Londra, n. 1914 - Liestal, † 2018)
- David Allardyce Webb, botanico irlandese (Dublino, n. 1912 - Oxford, † 1994)

## Canoisti(3)
- David Cal, canoista spagnolo (Cangas, n. 1982)
- David Florence, canoista britannico (Aberdeen, n. 1982)
- David Smith, canoista australiano (n. 1987)

## Canottieri(11)
- David Ambler, canottiere britannico (n. 1997)
- David Calder, canottiere canadese (Victoria, n. 1978)
- David Crawshay, canottiere australiano (Melbourne, n. 1979)
- David Duffield, canottiere statunitense (Detroit, n. 1870 - † 1935)
- David Dunlap, canottiere statunitense (n. 1910 - † 1994)
- David Helliwell, canottiere canadese (Vancouver, n. 1935 - Vancouver, † 1993)
- David Jirka, canottiere ceco (Jindřichův Hradec, n. 1982)
- David Kopřiva, ex canottiere ceco (Praga, n. 1979)
- David Krmpotich, ex canottiere statunitense (Duluth, n. 1955)
- David Turner, canottiere statunitense (Oakland, n. 1923 - Jacksonville, † 2015)
- David Šain, canottiere croato (Osijek, n. 1988)

## Cantautori(25)
- David Bisbal, cantautore spagnolo (Almería, n. 1979)
- Pink Sweats, cantautore e produttore discografico statunitense (Filadelfia, n. 1992)
- David Bowie, cantautore, polistrumentista e attore britannico (Londra, n. 1947 - New York, † 2016)
- Lucky Daye, cantautore statunitense (New Orleans, n. 1985)
- David Clayton-Thomas, cantautore e musicista canadese (Kingston upon Thames, n. 1941)
- David Allan Coe, cantautore e chitarrista statunitense (Akron, n. 1939)
- David Ackles, cantautore e pianista statunitense (Rock Island, n. 1937 - Los Angeles, † 1999)
- David Eugene Edwards, cantautore statunitense (Englewood, n. 1968)
- David Fonseca, cantautore e musicista portoghese (Marrazes, n. 1973)
- David Gates, cantautore e musicista statunitense (Tulsa, n. 1940)
- David Gilmour, cantautore, polistrumentista e compositore britannico (Cambridge, n. 1946)
- David Gray, cantautore britannico (Sale, n. 1968)
- Dave Grohl, cantautore e polistrumentista statunitense (Warren, n. 1969)
- David Hidalgo, cantautore e polistrumentista statunitense (Los Angeles, n. 1954)
- David Hodges, cantautore, musicista e compositore statunitense (Little Rock, n. 1978)
- Joe Jackson, cantautore, compositore e polistrumentista britannico (Burton upon Trent, n. 1954)
- David Kushner, cantautore statunitense (Chicago, n. 2000)
- Dave Loggins, cantautore statunitense (Mountain City, n. 1947 - Nashville, † 2024)
- David McCormack, cantautore, compositore e doppiatore australiano (Brisbane, n. 1968)
- David Nail, cantautore statunitense (n. 1979)
- David Phelps, cantautore statunitense (n. 1969)
- David Riondino, cantautore, attore e regista italiano (Firenze, n. 1952)
- Slim Dusty, cantautore australiano (Kempsey, n. 1927 - Sydney, † 2003)
- David Usher, cantautore britannico (Oxford, n. 1966)
- David Alexandre Winter, cantautore olandese (Amsterdam, n. 1943)

## Cardinali(1)
- David Beaton, cardinale scozzese (Balfour, n. 1494 - Saint Andrews, † 1546)

## Cardiochirurghi(1)
- David H. Adams, cardiochirurgo statunitense (n. 1957)

## Cardiologi(1)
- David Littmann, cardiologo statunitense (Chelsea, n. 1906 - † 1981)

## Cavalieri(3)
- David Broome, cavaliere britannico (Cardiff, n. 1940)
- David O'Connor, cavaliere statunitense (Washington, n. 1962)
- Lee Pearson, cavaliere britannico (Cheddleton, n. 1974)

## Chimici(3)
- David E. H. Jones, chimico e divulgatore scientifico britannico (Londra, n. 1938 - Newcastle upon Tyne, † 2017)
- David MacMillan, chimico britannico (Bellshill, n. 1968)
- David Warren, chimico e inventore australiano (Groote Eylandt, n. 1925 - Melbourne, † 2010)

## Chirurghi(1)
- David Milford Hume, chirurgo statunitense (Muskegon, n. 1917 - Woods Hole, † 1973)

## Chitarristi(25)
- Dave Baksh, chitarrista, cantante e produttore discografico canadese (Toronto, n. 1980)
- Dave Catching, chitarrista e produttore discografico statunitense (Memphis, n. 1961)
- David Chastain, chitarrista, compositore e produttore discografico statunitense (Atlanta, n. 1963)
- David Crosby, chitarrista e cantautore statunitense (Los Angeles, n. 1941 - Santa Ynez, † 2023)
- The Edge, chitarrista, cantante e tastierista britannico (Londra, n. 1961)
- David Feinstein, chitarrista statunitense (n. 1947)
- Dave Gregory, chitarrista, tastierista e cantante britannico (Swindon, n. 1952)
- Justin Hayward, chitarrista e cantante inglese (Swindon, n. 1946)
- Dave Hill, chitarrista e cantante britannico (Holbeton, n. 1946)
- Dave Keuning, chitarrista statunitense (Pella, n. 1976)
- David Knopfler, chitarrista e cantautore britannico (Glasgow, n. 1952)
- Dave Murray, chitarrista britannico (Londra, n. 1956)
- Dave Navarro, chitarrista e cantautore statunitense (Santa Monica, n. 1967)
- Davy O'List, chitarrista, cantante e trombettista britannico (Londra, n. 1948)
- David Prichard, chitarrista statunitense (n. 1963 - † 1990)
- David Rhodes, chitarrista e compositore britannico (Londra, n. 1956)
- Tony Rice, chitarrista e musicista statunitense (Danville, n. 1951 - Reidsville, † 2020)
- David Roback, chitarrista e cantautore statunitense (Los Angeles, n. 1958 - Los Angeles, † 2020)
- David Russell, chitarrista scozzese (Glasgow, n. 1953)
- Dave Sabo, chitarrista statunitense (Perth Amboy, n. 1964)
- David Scott Morgan, chitarrista britannico (Birmingham, n. 1942)
- David Shankle, chitarrista statunitense (n. 1962)
- Dave Sharp, chitarrista e cantautore inglese (Salford, n. 1959)
- David Torn, chitarrista statunitense (Amityville, n. 1953)
- Ginger, chitarrista e cantante inglese (South Shields, n. 1964)

## Ciclisti su strada(30)
- David Arroyo, ex ciclista su strada e mountain biker spagnolo (Talavera de la Reina, n. 1980)
- David Blanco, ex ciclista su strada spagnolo (Bienne, n. 1975)
- David Boucher, ex ciclista su strada francese (Maubeuge, n. 1980)
- David Cañada, ciclista su strada spagnolo (Saragozza, n. 1975 - Castejón de Sos, † 2016)
- David de la Cruz, ciclista su strada spagnolo (Sabadell, n. 1989)
- David de la Fuente, ex ciclista su strada spagnolo (Reinosa, n. 1981)
- David Dekker, ciclista su strada olandese (Amersfoort, n. 1998)
- David Etxebarria, ex ciclista su strada spagnolo (Abadiño, n. 1973)
- David Fernández Domingo, ex ciclista su strada spagnolo (Villaconejos, n. 1977)
- David García Dapena, ex ciclista su strada spagnolo (Marín, n. 1977)
- David García Marquina, ex ciclista su strada spagnolo (Tafalla, n. 1970)
- David Gaudu, ciclista su strada francese (Landivisiau, n. 1996)
- David González López, ciclista su strada spagnolo (Fontiveros, n. 1996)
- David Herrero, ex ciclista su strada spagnolo (Bilbao, n. 1979)
- David Kopp, ex ciclista su strada tedesco (Bonn, n. 1979)
- David Latasa, ex ciclista su strada spagnolo (Pamplona, n. 1974)
- David Loosli, ex ciclista su strada svizzero (Berna, n. 1980)
- David López García, ex ciclista su strada spagnolo (Barakaldo, n. 1981)
- David Lozano, ciclista su strada, ciclocrossista e mountain biker spagnolo (Terrassa, n. 1988)
- David Martín, ciclista su strada spagnolo (Mairena del Aljarafe, n. 1999)
- David McKenzie, ex ciclista su strada australiano (Shepparton, n. 1974)
- David Millar, ex ciclista su strada e pistard britannico (Mtarfa, n. 1977)
- David Moncoutié, ex ciclista su strada francese (Provins, n. 1975)
- David Navas, ex ciclista su strada spagnolo (Avila, n. 1974)
- David Per, ciclista su strada sloveno (Šmarješke Toplice, n. 1995)
- David Plaza, ex ciclista su strada e dirigente sportivo spagnolo (Madrid, n. 1970)
- David Tanner, ex ciclista su strada australiano (Melbourne, n. 1984)
- David Veilleux, ex ciclista su strada canadese (Cap-Rouge, n. 1987)
- David Vitoria, ex ciclista su strada svizzero (Locarno, n. 1984)
- David Zabriskie, ex ciclista su strada statunitense (Salt Lake City, n. 1979)

## Ciclocrossisti(1)
- David van der Poel, ex ciclocrossista e ex ciclista su strada olandese (Wilrijk, n. 1992)

## Circensi(1)
- David Larible, circense italiano (Verona, n. 1957)

## Clarinettisti(2)
- David Oppenheim, clarinettista statunitense (Detroit, n. 1922 - New York, † 2007)
- David Shifrin, clarinettista statunitense (New York, n. 1950)

## Collezionisti d'arte(1)
- David L. Fulton, collezionista d'arte, violinista e informatico statunitense (Seattle, n. 1944)

## Combinatisti nordici(3)
- David Kreiner, ex combinatista nordico austriaco (Kitzbühel, n. 1981)
- David Mach, combinatista nordico tedesco (n. 2000)
- David Pommer, ex combinatista nordico austriaco (n. 1993)

## Comici(7)
- David Broncano, comico, conduttore televisivo e conduttore radiofonico spagnolo (Santiago di Compostela, n. 1984)
- David Earl, comico e attore britannico (n. 1974)
- Dave McCary, comico e regista statunitense (San Diego, n. 1985)
- David Mitchell, comico e attore britannico (Salisbury, n. 1974)
- David Stone, comico e scrittore francese (Eaubonne, n. 1972)
- David Strassman, comico statunitense (Los Angeles, n. 1957)
- David Spade, comico, cabarettista e attore statunitense (Birmingham, n. 1964)

## Compositori(37)
- David Amram, compositore, arrangiatore e direttore d'orchestra statunitense (Filadelfia, n. 1930)
- David August von Apell, compositore tedesco (Kassel, n. 1754 - Kassel, † 1832)
- David Arnold, compositore britannico (Luton, n. 1962)
- David Axelrod, compositore e produttore discografico statunitense (Los Angeles, n. 1933 - Burbank, † 2017)
- David Bergeaud, compositore francese (Parigi, n. 1968)
- David Buckley, compositore britannico (Londra, n. 1976)
- David Buttolph, compositore statunitense (New York, n. 1902 - Poway, † 1983)
- David Del Tredici, compositore e pianista statunitense (Cloverdale, n. 1937 - New York, † 2023)
- David Diamond, compositore statunitense (Rochester, n. 1915 - Brighton, † 2005)
- David Mayer Epstein, compositore, direttore d'orchestra e musicologo statunitense (New York, n. 1930 - Concord, † 2002)
- David Fiuczynski, compositore e chitarrista statunitense (n. 1964)
- David Fontanesi, compositore italiano (Volta Mantovana, n. 1969)
- David Hartley, compositore britannico
- David Hirschfelder, compositore australiano (Ballarat, n. 1960)
- David Jost, compositore e produttore discografico tedesco (n. 1972)
- David Kellner, compositore e liutista tedesco (Liebertwolkwitz, n. 1670 - Lipsia, † 1748)
- David Kitay, compositore statunitense (Los Angeles, n. 1961)
- David Lang, compositore statunitense (Los Angeles, n. 1957)
- David Liptak, compositore e docente statunitense (Pittsburgh, n. 1949)
- David T. Little, compositore e batterista statunitense (New Jersey, n. 1978)
- David Mansfield, compositore e musicista statunitense (Pittsburgh, n. 1956)
- David Matthews, compositore britannico (Londra, n. 1943)
- David Moss, compositore, cantante e percussionista statunitense (New York, n. 1949)
- David Newman, compositore e direttore d'orchestra statunitense (Los Angeles, n. 1954)
- David Parsons, compositore neozelandese (n. 1944 - Wellington, † 2025)
- David Popper, compositore e violoncellista boemo (Praga, n. 1843 - Baden, † 1913)
- David Raksin, compositore statunitense (Filadelfia, n. 1912 - Van Nuys, † 2004)
- David Robbins, compositore statunitense (Los Angeles, n. 1955)
- David Rose, compositore, arrangiatore e direttore d'orchestra statunitense (Londra, n. 1910 - Burbank, † 1990)
- David Rosenboom, compositore statunitense (Fairfield, n. 1947)
- David Sacerdote, compositore e banchiere italiano (Roure, n. 1550 - † 1625)
- David Schwartz, compositore statunitense
- David Shire, compositore e pianista statunitense (Buffalo, n. 1937)
- David Toop, compositore, scrittore e giornalista britannico (New York, n. 1949)
- David Whittaker, compositore e autore di videogiochi britannico (Bury, n. 1957)
- David Wise, compositore inglese (Leicester, n. 1967)
- David Yazbek, compositore e paroliere statunitense (New York, n. 1961)

## Conduttori televisivi(3)
- David Beriáin, conduttore televisivo e giornalista spagnolo (Pamplona, n. 1977 - Burkina Faso, † 2021)
- David Frost, conduttore televisivo, produttore televisivo e scrittore britannico (Tenterden, n. 1939 - Mar Mediterraneo, † 2013)
- David Letterman, conduttore televisivo, autore televisivo e comico statunitense (Indianapolis, n. 1947)

## Contrabbassisti(2)
- David Izenzon, contrabbassista statunitense (Pittsburgh, n. 1932 - New York, † 1979)
- David Shapiro, contrabbassista statunitense (New York, n. 1952 - Townshend, † 2011)

## Contraltisti(1)
- David Daniels, contraltista statunitense (Spartanburg, n. 1966)

## Costumisti(2)
- Dave Crossman, costumista britannico (Londra, n. 1970)
- David Walker, costumista britannico (Calcutta, n. 1934 - † 2008)

## Criminali(2)
- David Herold, criminale statunitense (Maryland, n. 1842 - Washington, † 1865)
- David Parker Ray, criminale statunitense (Belen, n. 1939 - Hobbs, † 2002)

## Criminologi(1)
- David P. Farrington, criminologo e psicologo britannico (Ormskirk, n. 1944 - Cambridge, † 2024)

## Critici cinematografici(2)
- David Edelstein, critico cinematografico, giornalista e scrittore statunitense (n. 1959)
- David Robinson, critico cinematografico e scrittore inglese (Lincoln, n. 1930)

## Critici letterari(2)
- David Colclough, critico letterario britannico (n. 1971)
- David A. Smart, critico letterario e giornalista statunitense (n. 1892 - † 1952)

## Critici musicali(1)
- David Fricke, critico musicale statunitense (n. 1952)

## Crittografi(2)
- David Pointcheval, crittografo francese
- David A. Wagner, crittografo e crittanalista statunitense (n. 1974)

## Danzatori(5)
- David Adams, ballerino canadese (Winnipeg, n. 1928 - Stony Plain, Alberta, † 2007)
- David Ashmole, ballerino britannico (Cottingham, n. 1949 - † 2009)
- David Blair, danzatore britannico (Halifax, n. 1932 - Londra, † 1976)
- David Motta Soares, danzatore brasiliano (Cabo Frio, n. 1997)
- David Wall, ballerino britannico (Londra, n. 1946 - Londra, † 2013)

## Danzatori su ghiaccio(1)
- David Hickinbottom, ex danzatore su ghiaccio britannico

## Designer(3)
- David Bache, designer inglese (Mannheim, n. 1925 - † 1994)
- David Carson, designer statunitense (Corpus Christi, n. 1955)
- Hillman Curtis, designer e regista statunitense (San Diego, n. 1961 - New York, † 2012)

## Diplomatici(7)
- David Frost, barone Frost, diplomatico e politico britannico (Derby, n. 1965)
- David Hannay, diplomatico britannico (Londra, n. 1935)
- Don Pacifico, diplomatico britannico (Gibilterra, n. 1784 - Londra, † 1854)
- David G. P. Taylor, diplomatico e politico britannico (Bristol, n. 1933 - Londra, † 2007)
- David Thorne, diplomatico e imprenditore statunitense (New York, n. 1944)
- David Trench, diplomatico inglese (Quetta, n. 1915 - Shillingstone, † 1988)
- David Wilson, diplomatico e sinologo britannico (Alloa, n. 1935)

## Direttori d'orchestra(7)
- David Charles Abell, direttore d'orchestra e musicologo statunitense (Jacksonville, n. 1958)
- David Garforth, direttore d'orchestra britannico
- David Giménez Carreras, direttore d'orchestra spagnolo (Barcellona, n. 1964)
- David Alan Miller, direttore d'orchestra statunitense (Los Angeles, n. 1961)
- David Sabiu, direttore d'orchestra, compositore e percussionista italiano (Forlì, n. 1962)
- David Stahl, direttore d'orchestra statunitense (New York, n. 1949 - Charleston, † 2010)
- David Zinman, direttore d'orchestra e violinista statunitense (New York, n. 1936)

## Direttori della fotografia(5)
- David Abel, direttore della fotografia olandese (Amsterdam, n. 1883 - Los Angeles, † 1973)
- David Boyd, direttore della fotografia e regista statunitense (Cripple Creek)
- David Mancori, direttore della fotografia e produttore cinematografico italiano (Roma, n. 1962)
- David Tattersall, direttore della fotografia britannico (Barrow-in-Furness, n. 1960)
- David Watkin, direttore della fotografia britannico (Margate, n. 1925 - Brighton, † 2008)

## Dirigenti d'azienda(4)
- David Brewer, dirigente d'azienda britannico (Londra, n. 1940 - † 2023)
- Dave Currier, dirigente d'azienda e ex sciatore alpino statunitense (Madison, n. 1952)
- Jeremy Darroch, dirigente d'azienda inglese (Alnwick, n. 1962)
- David Zaslav, dirigente d'azienda statunitense (New York, n. 1960)

## Dirigenti sportivi(10)
- David Batty, dirigente sportivo e ex calciatore inglese (Leeds, n. 1968)
- David Beckham, dirigente sportivo, imprenditore e ex calciatore britannico (Londra, n. 1975)
- David Dein, dirigente sportivo inglese (Londra, n. 1943)
- David McPartland, dirigente sportivo e ex ciclista su strada australiano (Albury, n. 1980)
- David Morgan, dirigente sportivo gallese (Tredegar, n. 1937)
- Dave Nonis, dirigente sportivo e ex hockeista su ghiaccio canadese (Burnaby, n. 1966)
- David Richards, dirigente sportivo e ex copilota di rally britannico (St Paul's Cray, n. 1952)
- David Villa, dirigente sportivo e ex calciatore spagnolo (Langreo, n. 1981)
- David Weir, dirigente sportivo, allenatore di calcio e ex calciatore scozzese (Falkirk, n. 1970)
- Dave Ziegler, dirigente sportivo statunitense (Tallmadge, n. 1977)

## Disc jockey(7)
- PAWSA, disc jockey e produttore discografico britannico (Londra, n. 1992)
- David Holmes, disc jockey, musicista e compositore britannico (Belfast, n. 1969)
- David Mancuso, disc jockey statunitense (Utica, n. 1944 - Manhattan, † 2016)
- David Morales, disc jockey e produttore discografico statunitense (New York, n. 1962)
- David Vendetta, disc jockey e produttore discografico francese (Longwy, n. 1971)
- David Rodigan, disc jockey britannico (Hannover, n. 1951)
- Switch, disc jockey, cantautore e produttore discografico inglese

## Discoboli(2)
- David Martínez, ex discobolo spagnolo (Betanzos, n. 1967)
- Dave Weill, ex discobolo statunitense (Berkeley, n. 1941)

## Disegnatori(2)
- David B., disegnatore e fumettista francese (Nîmes, n. 1959)
- David Vignoni, disegnatore italiano (Cesena, n. 1980)

## Divulgatori scientifici(2)
- David Attenborough, divulgatore scientifico e naturalista britannico (Isleworth, n. 1926)
- David Bodanis, divulgatore scientifico statunitense (Chicago)

## Doppiatori(6)
- David Chevalier, doppiatore italiano (Roma, n. 1978)
- David Holliday, doppiatore e attore statunitense (n. 1937 - Miami, † 1999)
- David Kaye, doppiatore canadese (Peterborough, n. 1964)
- David Lodge, doppiatore statunitense (Stati Uniti d'America, n. 1957)
- David Shaughnessy, doppiatore e regista britannico (Londra, n. 1957)
- Dave Willis, doppiatore, sceneggiatore e produttore televisivo statunitense (Wichita Falls, n. 1970)

## Drammaturghi(13)
- David Adjmi, drammaturgo statunitense (New York, n. 1973)
- David Auburn, drammaturgo e sceneggiatore statunitense (Chicago, n. 1969)
- David Belasco, drammaturgo, impresario teatrale e regista teatrale statunitense (San Francisco, n. 1853 - New York, † 1931)
- David Edgar, commediografo britannico (Birmingham, n. 1948)
- David Hare, drammaturgo, sceneggiatore e regista britannico (St Leonards-on-Sea, n. 1947)
- David Harrower, drammaturgo e sceneggiatore britannico (Edimburgo, n. 1966)
- David Henry Hwang, drammaturgo, sceneggiatore e librettista statunitense (Los Angeles, n. 1957)
- David Ives, drammaturgo, sceneggiatore e librettista statunitense (Chicago, n. 1950)
- David Lindsay-Abaire, drammaturgo e sceneggiatore statunitense (Boston, n. 1969)
- David Mamet, drammaturgo, sceneggiatore e produttore cinematografico statunitense (Chicago, n. 1947)
- David Mercer, drammaturgo e sceneggiatore britannico (Wakefield, n. 1928 - Haifa, † 1980)
- David Rabe, drammaturgo e sceneggiatore statunitense (Dubuque, n. 1940)
- David Storey, drammaturgo e scrittore inglese (Wakefield, n. 1933 - Londra, † 2017)

## Ebanisti(1)
- David Roentgen, ebanista tedesco (Herrnhaag, n. 1743 - Wiesbaden, † 1807)

## Ecologi(1)
- David Holmgren, ecologo, agronomo e educatore australiano (Australia, n. 1955)

## Economisti(10)
- David A. Aaker, economista statunitense (Fargo, n. 1938)
- David Blanchflower, economista britannico (n. 1952)
- David Card, economista canadese (Guelph, n. 1956)
- David Currie, Baron Currie of Marylebone, economista e dirigente pubblico inglese (Streatham, n. 1946)
- David Dodd, economista e imprenditore statunitense (n. 1895 - Portland, † 1988)
- Dave Freudenthal, economista, avvocato e politico statunitense (Thermopolis, n. 1950)
- David Malpass, economista, politico e funzionario statunitense (Petoskey, n. 1956)
- David Meerman Scott, economista e scrittore statunitense (n. 1961)
- David Ricardo, economista britannico (Londra, n. 1772 - Gatcombe Park, † 1823)
- David Veronese, economista e funzionario italiano (Genova)

## Editori(3)
- David H. Ahl, editore statunitense (n. 1939)
- David Lawrence, editore e imprenditore statunitense (Filadelfia, n. 1888 - Sarasota, † 1973)
- David McDowell, editore statunitense (Saint Paul, n. 1918 - Monteagle, † 1985)

## Educatori(1)
- David Kolb, educatore e pedagogista statunitense (Moline, n. 1939)

## Egittologi(2)
- David O'Connor, egittologo e archeologo australiano (Sydney, n. 1938 - † 2022)
- David Rohl, egittologo inglese (Manchester, n. 1950)

## Entomologi(2)
- David Adamski, entomologo statunitense (Washington, n. 1950)
- David Grimaldi, entomologo e paleontologo statunitense (n. 1957)

## Esploratori(1)
- David Thompson, esploratore e cartografo canadese (Westminster, n. 1770 - Longueuil, † 1857)

## Fantini(1)
- David Bianciardi, fantino italiano (Siena, n. 1827)

## Farmacologi(1)
- David Jack, farmacologo e chimico scozzese (n. 1924 - † 2001)

## Filologi(2)
- Eduard Fraenkel, filologo classico tedesco (Berlino, n. 1888 - Oxford, † 1970)
- David Roy Shackleton Bailey, filologo classico britannico (n. 1917 - † 2005)

## Filosofi(18)
- David Armeno, filosofo armeno
- David Malet Armstrong, filosofo australiano (Melbourne, n. 1926 - Sydney, † 2014)
- David Benatar, filosofo e scrittore sudafricano (n. 1966)
- David Chalmers, filosofo australiano (Sydney, n. 1966)
- David ben Abraham ha-Laban, filosofo e rabbino francese (Francia)
- David Edmonds, filosofo britannico (n. 1964)
- David Ray Griffin, filosofo e scrittore statunitense (Wilbur, n. 1939 - † 2022)
- David Hume, filosofo scozzese (Edimburgo, n. 1711 - Edimburgo, † 1776)
- David Lapoujade, filosofo francese (Parigi, n. 1964)
- David Lewis, filosofo statunitense (Oberlin, n. 1941 - Princeton, † 2001)
- David Malament, filosofo statunitense (n. 1947)
- Hugh Mellor, filosofo britannico (Londra, n. 1938 - Cambridge, † 2020)
- David Miller, filosofo britannico (Watford, n. 1942 - Watford, † 2024)
- David Pears, filosofo inglese (n. 1921 - † 2009)
- David Pinsent, filosofo britannico (Birmingham, n. 1891 - Farnborough, † 1918)
- David George Ritchie, filosofo scozzese (Jedburgh, n. 1853 - Saint Andrews, † 1903)
- David Sedley, filosofo e storico della filosofia britannico (n. 1947)
- David Weinberger, filosofo e saggista statunitense (New York, n. 1950)

## Fisici(13)
- David Albert, fisico e filosofo statunitense (n. 1954)
- David Bohm, fisico e filosofo statunitense (Wilkes-Barre, n. 1917 - Londra, † 1992)
- David Brewster, fisico e inventore scozzese (Jedburgh, n. 1781 - Allerly, † 1868)
- David Deutsch, fisico britannico (Haifa, n. 1953)
- David Douglass, fisico statunitense (n. 1932)
- David Enskog, fisico svedese (Västra Ämtervik, n. 1884 - Stoccolma, † 1947)
- David L. Goodstein, fisico statunitense (Brooklyn, n. 1939 - Pasadena, † 2024)
- David Gross, fisico statunitense (Washington, n. 1941)
- David M. Lee, fisico statunitense (Rye, n. 1931)
- David Pritchard, fisico statunitense (New York, n. 1941)
- David Snoke, fisico statunitense
- David Thouless, fisico britannico (Bearsden, n. 1934 - Cambridge, † 2019)
- David Wineland, fisico statunitense (Milwaukee, n. 1944)

## Fisiologi(1)
- David Julius, fisiologo statunitense (Brighton Beach, n. 1955)

## Flautisti(2)
- Dave Liebman, flautista e sassofonista statunitense (Brooklyn, n. 1946)
- David Munrow, flautista britannico (Birmingham, n. 1942 - Chesham Bois, † 1976)

## Fondisti(2)
- David Hofer, ex fondista italiano (Bolzano, n. 1983)
- David Norris, fondista statunitense (n. 1990)

## Fotografi(10)
- David Bailey, fotografo britannico (Londra, n. 1938)
- David Burnett, fotografo statunitense
- David Conover, fotografo e scrittore statunitense (n. 1919 - † 1983)
- David Doubilet, fotografo statunitense (New York, n. 1946)
- David Alan Harvey, fotografo statunitense (San Francisco, n. 1944)
- David Octavius Hill, fotografo e pittore scozzese (Perth, n. 1802 - Edimburgo, † 1870)
- David LaChapelle, fotografo e regista statunitense (Fairfield, n. 1963)
- David Seymour, fotografo e giornalista polacco (Varsavia, n. 1911 - El Qantara, † 1956)
- David Sims, fotografo britannico
- David Turnley, fotografo statunitense (Fort Wayne, n. 1955)

## Fumettisti(9)
- David Finch, fumettista canadese (Canada, n. 1972)
- David Anthony Kraft, fumettista e editore statunitense (Devils Lake, n. 1952 - Gainesville, † 2021)
- David Lapham, fumettista statunitense (New Jersey, n. 1970)
- David Lloyd, fumettista inglese (Enfield, n. 1950)
- David Mack, fumettista e illustratore statunitense (Cincinnati, n. 1972)
- David Mazzucchelli, fumettista e illustratore statunitense (Providence, n. 1960)
- David Messina, fumettista italiano (Roma, n. 1974)
- David Michelinie, fumettista statunitense (n. 1948)
- Dave Wood, fumettista e scrittore statunitense

## Galleristi(2)
- David Whitney, gallerista, collezionista d'arte e critico d'arte statunitense (Worcester, n. 1939 - New York, † 2005)
- David Zwirner, gallerista, mercante d'arte e filantropo tedesco (Colonia, n. 1964)

## Genealogisti(1)
- David White, genealogista inglese (n. 1961)

## Generali(17)
- David Baird, I baronetto, generale, politico e nobile scozzese (East Lothian, n. 1757 - Londra, † 1829)
- David Hendrik Chassé, generale olandese (Tiel, n. 1765 - Breda, † 1849)
- David Tennant Cowan, generale britannico (Malaga, n. 1896 - Winchester, † 1983)
- David Dawnay, generale inglese (n. 1903 - † 1971)
- David I Dadiani, generale georgiano (n. 1813 - † 1853)
- David Elazar, generale jugoslavo (Sarajevo, n. 1925 - Gerusalemme, † 1976)
- David Fraser, generale, storico e saggista inglese (Camberley, n. 1920 - East Hampshire, † 2012)
- David Henderson, generale scozzese (Glasgow, n. 1862 - Ginevra, † 1921)
- David Hunter, generale statunitense (Troy, n. 1802 - Washington, † 1886)
- David Leakey, generale britannico (Londra, n. 1952)
- David Canabarro, generale brasiliano (Taquari, n. 1796 - Sant'Ana do Livramento, † 1867)
- David McMurtrie Gregg, generale e diplomatico statunitense (Huntingdon, n. 1833 - Reading, † 1916)
- David Petraeus, generale e ex agente segreto statunitense (Cornwall-on-Hudson, n. 1952)
- David Rodriguez, generale statunitense (West Chester, n. 1954)
- David Shaltiel, generale e diplomatico israeliano (Berlino, n. 1903 - Gerusalemme, † 1969)
- David S. Stanley, generale statunitense (Cedar Valley, n. 1828 - Washington, † 1902)
- David E. Twiggs, generale statunitense (Contea di Richmond, n. 1790 - Augusta, † 1862)

## Geografi(2)
- David Harvey, geografo, antropologo e sociologo britannico (Gillingham, n. 1935)
- David Legates, geografo e climatologo statunitense (Harrington)

## Giavellottisti(1)
- Dave Ottley, ex giavellottista britannico (n. 1955)

## Ginecologi(1)
- David Gunn, ginecologo statunitense (n. 1946 - Pensacola, † 1993)

## Ginnasti(4)
- David Beljavskij, ginnasta russo (Votkinsk, n. 1992)
- David Belle, ginnasta, stuntman e attore francese (Fécamp, n. 1973)
- Richard Genserowski, ginnasta tedesco (Berlino, n. 1875 - Portland, † 1955)
- David Wiman, ginnasta svedese (Göteborg, n. 1884 - Göteborg, † 1950)

## Giocatori di baseball(17)
- David Aardsma, ex giocatore di baseball statunitense (Denver, n. 1981)
- Dave Bancroft, giocatore di baseball statunitense (Sioux City, n. 1891 - Superior, † 1972)
- David Cone, ex giocatore di baseball statunitense (Kansas City, n. 1963)
- David DeJesus, ex giocatore di baseball statunitense (New York, n. 1979)
- David Fletcher, giocatore di baseball statunitense (Orange, n. 1994)
- David Freese, ex giocatore di baseball statunitense (Corpus Christi, n. 1983)
- D.J. LeMahieu, giocatore di baseball statunitense (Visalia, n. 1988)
- Dave Martinez, giocatore di baseball e allenatore di baseball statunitense (New York, n. 1964)
- David Ortiz, ex giocatore di baseball dominicano (Santo Domingo, n. 1975)
- David Peterson, giocatore di baseball statunitense (Arcadia, n. 1995)
- David Price, giocatore di baseball statunitense (Murfreesboro, n. 1985)
- Dave Roberts, ex giocatore di baseball e allenatore di baseball statunitense (Naha, n. 1972)
- David Robertson, giocatore di baseball statunitense (Lexington, n. 1985)
- David Ross, ex giocatore di baseball statunitense (Bainbridge, n. 1977)
- David Wells, giocatore di baseball statunitense (Torrance, n. 1963)
- Dave Winfield, ex giocatore di baseball statunitense (Saint Paul, n. 1951)
- David Wright, ex giocatore di baseball statunitense (Norfolk, n. 1982)

## Giocatori di biliardo(1)
- David Martinelli, giocatore di biliardo italiano (Pontedera, n. 1971)

## Giocatori di calcio a 5(2)
- David Calabria, ex giocatore di calcio a 5 e allenatore di calcio a 5 italiano (Roma, n. 1970)
- David Patrizi, ex giocatore di calcio a 5 italiano (Roma, n. 1982)

## Giocatori di poker(9)
- David Benyamine, giocatore di poker francese (Parigi, n. 1972)
- David Chiu, giocatore di poker cinese (n. 1960)
- David Grey, giocatore di poker statunitense (Henderson)
- David Oppenheim, giocatore di poker statunitense (Calabasas, n. 1982)
- David Pham, giocatore di poker vietnamita (Vietnam del Sud, n. 1967)
- Chip Reese, giocatore di poker statunitense (Centerville, n. 1951 - Las Vegas, † 2007)
- David Sklansky, giocatore di poker e saggista statunitense (Teaneck, n. 1947)
- Dave Ulliott, giocatore di poker inglese (Kingston upon Hull, n. 1954 - † 2015)
- David Williams, giocatore di poker statunitense (Arlington, n. 1980)

## Giocatori di snooker(4)
- David Gilbert, giocatore di snooker inglese (Derby, n. 1981)
- David Grace, giocatore di snooker inglese (Leeds, n. 1985)
- David Lilley, giocatore di snooker inglese (Washington, n. 1975)
- David Taylor, giocatore di snooker inglese (Grande Manchester, n. 1943)

## Giocatori di squash(1)
- David Palmer, giocatore di squash australiano (Lithgow, n. 1976)

## Giornalisti(18)
- David Ananun, giornalista, storico e politico armeno (Martakert, n. 1879 - Astrachan', † 1942)
- David Barstow, giornalista statunitense (Boston, n. 1963)
- David Cantero, giornalista e scrittore spagnolo (Madrid, n. 1961)
- David Clarke, giornalista e saggista britannico (n. 1966)
- David Sirota, giornalista, editore e scrittore statunitense (New Haven, n. 1975)
- David Brinkley, giornalista statunitense (Wilmington, n. 1920 - Houston, † 2003)
- David Faber, giornalista statunitense (n. 1964)
- David Finkel, giornalista statunitense (n. 1955)
- David Hartman, giornalista statunitense (Pawtucket, n. 1935)
- David Hewson, giornalista e scrittore britannico (Regno Unito, n. 1953)
- David A. Kennedy, giornalista statunitense (Washington, n. 1955 - Palm Beach, † 1984)
- David McBride, giornalista australiano (Sydney, n. 1963)
- Dave Meltzer, giornalista statunitense (New York, n. 1959)
- David Messina, giornalista, telecronista sportivo e autore televisivo italiano (Palermo, n. 1932 - Milano, † 2024)
- David Murgia, giornalista, blogger e scrittore italiano (Roma, n. 1971)
- David Parenzo, giornalista, conduttore radiofonico e conduttore televisivo italiano (Padova, n. 1976)
- David Sassoli, giornalista, conduttore televisivo e politico italiano (Firenze, n. 1956 - Aviano, † 2022)
- David Stout, giornalista e scrittore statunitense (Erie, n. 1942 - Washington, † 2020)

## Giuristi(7)
- David Donat Cattin, giurista e attivista italiano (Roma)
- David Friedman, giurista statunitense (New York, n. 1945)
- David Johnston, giurista e politico canadese (Greater Sudbury, n. 1941)
- David O'Keeffe, giurista inglese (n. 1942)
- David W. Peck, giurista statunitense (Crawfordsville, n. 1902 - New York, † 1990)
- David Santillana, giurista italiano (Tunisi, n. 1855 - Roma, † 1931)
- David Souter, giurista e magistrato statunitense (Melrose, n. 1939 - Hopkinton, † 2025)

## Golfisti(2)
- David Duval, golfista statunitense (Jacksonville, n. 1971)
- David Toms, golfista statunitense (Monroe, n. 1967)

## Grecisti(1)
- David T. Runia, grecista e latinista australiano (Noordoostpolder, n. 1951)

## Hockeisti su ghiaccio(32)
- David Backes, ex hockeista su ghiaccio statunitense (Minneapolis, n. 1984)
- Dave Balon, hockeista su ghiaccio canadese (Wakaw, n. 1938 - Prince Albert, † 2007)
- Dave Borrelli, ex hockeista su ghiaccio canadese (Sault Sainte Marie, n. 1981)
- David Ceresa, ex hockeista su ghiaccio italiano (Bolzano, n. 1983)
- Dave Christian, ex hockeista su ghiaccio statunitense (Warroad, n. 1959)
- David Clarke, ex hockeista su ghiaccio britannico (Peterborough, n. 1981)
- David Clarkson, hockeista su ghiaccio canadese (Mimico, n. 1984)
- David Cooper, ex hockeista su ghiaccio canadese (Ottawa, n. 1973)
- David Delfino, ex hockeista su ghiaccio statunitense (Medford, n. 1965)
- David Hale, ex hockeista su ghiaccio statunitense (Colorado Springs, n. 1981)
- Dave Hudson, ex hockeista su ghiaccio canadese (St. Thomas, n. 1949)
- David Krejčí, hockeista su ghiaccio ceco (Šternberk, n. 1986)
- David Laliberté, ex hockeista su ghiaccio canadese (Saint-Jean-sur-Richelieu, n. 1986)
- David Legwand, ex hockeista su ghiaccio statunitense (Detroit, n. 1980)
- David Ling, ex hockeista su ghiaccio canadese (Halifax, n. 1975)
- David Miller, hockeista su ghiaccio canadese (Wilkie, n. 1925 - Victoria, † 1996)
- David Moss, ex hockeista su ghiaccio statunitense (Livonia, n. 1981)
- Dave Neville, hockeista su ghiaccio canadese (Hamilton, n. 1908 - Westmount, † 1991)
- Johnny Oduya, hockeista su ghiaccio svedese (Stoccolma, n. 1981)
- Dave Pasin, ex hockeista su ghiaccio canadese (Edmonton, n. 1966)
- David Pastrňák, hockeista su ghiaccio ceco (Havířov, n. 1996)
- David Petrasek, ex hockeista su ghiaccio svedese (Jönköping, n. 1976)
- David Pulkkinen, ex hockeista su ghiaccio canadese (Kapuskasing, n. 1949)
- David Rodman, hockeista su ghiaccio sloveno (Jesenice, n. 1983)
- David Rundblad, hockeista su ghiaccio svedese (Lycksele, n. 1990)
- David Savard, hockeista su ghiaccio canadese (Saint-Hyacinthe, n. 1990)
- Dave Silk, ex hockeista su ghiaccio statunitense (Scituate, n. 1958)
- David Stricker, ex hockeista su ghiaccio italiano (Milano, n. 1979)
- Dave Trottier, hockeista su ghiaccio canadese (Pembroke, n. 1906 - Halifax, † 1956)
- David Vallorani, hockeista su ghiaccio canadese (Hamilton, n. 1989)
- David Vrbata, hockeista su ghiaccio ceco (Mladá Boleslav, n. 1983)
- David Výborný, ex hockeista su ghiaccio ceco (Jihlava, n. 1975)

## Hockeisti su pista(2)
- David Paez Picon, ex hockeista su pista argentino (San Juan, n. 1975)
- David Torres, hockeista su pista spagnolo (La Coruña, n. 1994)

## Hockeisti su prato(4)
- David Alegre, hockeista su prato spagnolo (Barcellona, n. 1984)
- David Guest, ex hockeista su prato australiano (Burnie, n. 1981)
- David Hacker, hockeista su prato inglese (n. 1964)
- David Wansbrough, ex hockeista su prato australiano (n. 1965)

## Illusionisti(2)
- David Blaine, illusionista statunitense (Brooklyn, n. 1973)
- David Copperfield, illusionista statunitense (Metuchen, n. 1956)

## Illustratori(1)
- David Macaulay, illustratore e scrittore britannico (Burton upon Trent, n. 1946)

## Imitatori(1)
- David Pratelli, imitatore, attore e conduttore televisivo italiano (Pontedera, n. 1970)

## Imprenditori(25)
- David T. Abercrombie, imprenditore statunitense (Baltimora, n. 1867 - Ossining, † 1931)
- David Baszucki, imprenditore, ingegnere e programmatore statunitense (n. 1963)
- David Bonderman, imprenditore statunitense (Los Angeles, n. 1942 - Los Angeles, † 2024)
- David Brevik, imprenditore statunitense
- David Brown, imprenditore britannico (Huddersfield, n. 1904 - Principato di Monaco, † 1993)
- David Dunbar Buick, imprenditore scozzese (Arbroath, n. 1854 - Detroit, † 1929)
- David Chang, imprenditore e personaggio televisivo statunitense (Vienna, n. 1977)
- David Dale, imprenditore scozzese (Stewarton, n. 1739 - Cambuslang, † 1806)
- David Edgerton, imprenditore statunitense (Lebanon, n. 1927 - Miami, † 2018)
- David Filo, imprenditore e informatico statunitense (Madison, n. 1966)
- David Harding, imprenditore britannico (Oxford, n. 1961)
- David Karp, imprenditore statunitense (New York, n. 1986)
- David Koch, imprenditore e politico statunitense (Wichita, n. 1940 - Southampton, † 2019)
- David McCormick, imprenditore e politico statunitense (Washington, n. 1965)
- David Neeleman, imprenditore statunitense (San Paolo, n. 1959)
- David C. Novak, imprenditore, scrittore e filantropo statunitense (Beeville, n. 1952)
- David Packard, imprenditore, ingegnere e politico statunitense (Pueblo, n. 1912 - Stanford, † 1996)
- David Rubenstein, imprenditore e avvocato statunitense (Baltimora, n. 1949)
- David Sarnoff, imprenditore statunitense (Uzlyany, n. 1891 - New York, † 1971)
- David Sassoon, imprenditore e filantropo iracheno (Baghdad, n. 1792 - Poona, † 1864)
- David Sproxton, imprenditore e animatore britannico (Bristol, n. 1954)
- David Sullivan, imprenditore e dirigente sportivo britannico (Cardiff, n. 1949)
- David Tepper, imprenditore statunitense (Pittsburgh, n. 1957)
- David Thomson, imprenditore canadese (n. 1957)
- David Webster, imprenditore inglese (Dundee, n. 1903 - Brighton, † 1971)

## Incisori(1)
- David Loggan, incisore, disegnatore e editore polacco (Danzica, n. 1634 - Londra, † 1692)

## Informatici(15)
- David Caminer, informatico britannico (Londra, n. 1915 - Londra, † 2008)
- David M. Cheney, informatico statunitense (Kansas City, n. 1966)
- Dave Cutler, informatico statunitense (Lansing, n. 1942)
- David DiFrancesco, informatico e fotografo statunitense (Nutley, n. 1949)
- David C. Evans, informatico statunitense (Salt Lake City, n. 1924 - † 1998)
- David A. Huffman, informatico statunitense (n. 1925 - † 1999)
- Dave Hyatt, programmatore statunitense (n. 1972)
- David S. Johnson, informatico statunitense (Washington, n. 1945 - † 2016)
- David McCandless, programmatore, giornalista e designer britannico
- David Shannon Morse, informatico statunitense (Lexington, n. 1943 - San José, † 2007)
- Dave Nutting, informatico e scrittore statunitense (River Forest, n. 1930 - Green Valley, † 2020)
- David Patterson, informatico statunitense (Evergreen Park, n. 1947)
- David E. Shaw, informatico statunitense (n. 1951)
- David Ulevitch, informatico e antropologo statunitense (n. 1981)
- David Waltz, informatico statunitense (Boston, n. 1943 - Princeton, † 2012)

## Ingegneri(6)
- David Bradley, ingegnere e informatico statunitense (Seattle, n. 1949)
- Keith Duckworth, ingegnere meccanico britannico (Blackburn, n. 1933 - Northampton, † 2005)
- David Cawthorne Haines, ingegnere aeronautico e attivista britannico (East Riding of Yorkshire, n. 1970 - Deserto siriano, † 2014)
- David Luenberger, ingegnere e economista statunitense (Los Angeles, n. 1937)
- David Sanchez, ingegnere francese (Hérault, n. 1980)
- David Wardale, ingegnere inglese

## Insegnanti(2)
- David Alton, insegnante e politico inglese (Londra, n. 1951)
- David Rosenhan, docente statunitense (Jersey City, n. 1929 - Palo Alto, † 2012)

## Inventori(5)
- David Bushnell, inventore statunitense (Saybrook, n. 1742 - † 1824)
- David Hahn, inventore statunitense (Clinton Township, n. 1978 - Shelby Charter Township, † 2016)
- David Edward Hughes, inventore britannico (Londra, n. 1830 - Londra, † 1900)
- David Misell, inventore britannico (Liverpool, n. 1846 - New York, † 1920)
- David Schwarz, inventore e pioniere dell'aviazione ungherese (Zalaegerszeg, n. 1852 - Vienna, † 1897)

## Judoka(4)
- David Chachalejšvili, judoka sovietico (Kutaisi, n. 1971 - † 2021)
- David Douillet, ex judoka e politico francese (Rouen, n. 1969)
- David Moura, judoka brasiliano (Cuiabá, n. 1987)
- David Starbrook, ex judoka britannico (Croydon, n. 1945)

## Letterati(1)
- David Chiossone, letterato, drammaturgo e medico italiano (Genova, n. 1820 - Genova, † 1873)

## Linguisti(3)
- David Crystal, linguista e scrittore britannico (Lisburn, n. 1941)
- David Dalby, linguista britannico (Londra, n. 1933 - Carmarthen, † 2022)
- David de Pomis, linguista, medico e filosofo italiano (Spoleto, n. 1524 - Venezia, † 1594)

## Litografi(1)
- David Ludwig Bloch, litografo e pittore tedesco (Floß, n. 1910 - New York, † 2002)

## Liutai(1)
- David Tecchler, liutaio tedesco (Lechbruck am See - Roma)

## Lottatori(6)
- David Baev, lottatore russo (Vladikavkaz, n. 1997)
- David Choc, lottatore guatemalteco (n. 1993)
- David Gobedžišvili, ex lottatore georgiano (n. 1963)
- David Musul'bes, ex lottatore russo (n. 1972)
- Dave Schultz, lottatore statunitense (Palo Alto, n. 1959 - Newtown, † 1996)
- David Morris Taylor, lottatore statunitense (Reno, n. 1990)

## Lunghisti(1)
- David Registe, ex lunghista dominicense (Palmer, n. 1988)

## Magistrati(1)
- David Beattie, giudice e politico neozelandese (Sydney, n. 1924 - Upper Hutt, † 2001)

## Maratoneti(6)
- David Barmasai, maratoneta keniota (n. 1989)
- David Cannon, ex maratoneta britannico (n. 1950)
- David Kiptanui, ex maratoneta keniota (n. 1978)
- David Kiptoo Kirui, ex maratoneta keniota (n. 1977)
- David Kneeland, maratoneta statunitense (San Francisco, n. 1881 - Winthrop, † 1948)
- David Tarus, maratoneta keniota (n. 1978)

## Matematici(15)
- David Harold Bailey, matematico e informatico statunitense (n. 1948)
- David van Dantzig, matematico olandese (Amsterdam, n. 1900 - Amsterdam, † 1959)
- David Eisenbud, matematico statunitense (New York, n. 1947)
- David Gale, matematico e economista statunitense (New York, n. 1921 - Berkeley, † 2008)
- David Gilbarg, matematico statunitense (Boston, n. 1918 - Palo Alto, † 2001)
- David Gregory, matematico e astronomo scozzese (Aberdeen, n. 1659 - Maidenhead, † 1708)
- Roger Heath-Brown, matematico britannico (Hampstead, n. 1952)
- David Hilbert, matematico tedesco (Königsberg, n. 1862 - Gottinga, † 1943)
- David Kazhdan, matematico sovietico (Mosca, n. 1946)
- David Mil'man, matematico israeliano (Čečel'nyk, n. 1912 - Tel Aviv, † 1982)
- David Mumford, matematico inglese (Worth, n. 1937)
- David Ruelle, matematico e fisico belga (Gand, n. 1935)
- David Singmaster, matematico statunitense (Ferguson, n. 1939 - † 2023)
- David Williams, matematico gallese (Gorseinon, n. 1938)
- Fratelli Čudnovskij, matematico statunitense (Kiev, n. 1947)

## Medici(12)
- David Abercromby, medico, filosofo e teologo scozzese (Scozia - † 1701)
- David Alter, medico, scienziato e inventore statunitense (Contea di Westmoreland, n. 1807 - Freeport, † 1881)
- David Bull, medico, conduttore televisivo e ex politico britannico (Londra, n. 1969)
- David Ho, medico taiwanese (Taichung, n. 1952)
- David Hosack, medico e botanico statunitense (New York, n. 1769 - New York, † 1835)
- David Hubel, medico e neuroscienziato canadese (Windsor, n. 1926 - Lincoln, † 2013)
- David Khayat, medico francese (n. 1956)
- David Livingstone, medico, missionario e esploratore scozzese (Blantyre, n. 1813 - Lago Bangweulu, † 1873)
- David Prain, medico e botanico scozzese (Fettercairn, n. 1857 - Whyteleaf, † 1944)
- David Samwell, medico e poeta britannico (n. 1751 - † 1798)
- David Sharp, medico e entomologo inglese (Towcester, n. 1840 - Brockenhurst, † 1922)
- David Shulkin, medico e politico statunitense (Highland Park, n. 1959)

## Mercanti(2)
- David Cohen Nassi, mercante e esploratore olandese (n. 1612)
- David Lubin, mercante e filantropo polacco (Kłodawa, n. 1849 - Roma, † 1919)

## Mezzofondisti(17)
- David Bedford, ex mezzofondista e siepista britannico (Londra, n. 1949)
- David Bustos, mezzofondista spagnolo (Palma di Maiorca, n. 1990)
- David Chelule, ex mezzofondista e maratoneta keniota (n. 1977)
- David Clarke, ex mezzofondista e ex maratoneta britannico (Londra, n. 1958)
- Mark Everett, ex mezzofondista e velocista statunitense (Milton, n. 1968)
- David Fiegen, ex mezzofondista lussemburghese (Esch-sur-Alzette, n. 1984)
- David Hall, mezzofondista statunitense (Sherbrooke, n. 1875 - Seattle, † 1972)
- David Kiprotich Bett, mezzofondista keniota (n. 1992)
- David Krummenacker, ex mezzofondista statunitense (El Paso, n. 1975)
- David Mullarkey, mezzofondista britannico (n. 2000)
- David Munson, mezzofondista e siepista statunitense (Medina, n. 1884 - Antwerp, † 1953)
- David Nikolli, mezzofondista albanese (n. 1994)
- Dave Power, mezzofondista e maratoneta australiano (Maitland, n. 1928 - Noosa Heads, † 2014)
- David Rudisha, mezzofondista keniota (Kilgoris, n. 1988)
- David Strang, ex mezzofondista britannico (n. 1968)
- David Torrence, mezzofondista statunitense (Okinawa, n. 1985 - Scottsdale, † 2017)
- Dave Wottle, ex mezzofondista statunitense (Canton, n. 1950)

## Micologi(1)
- David Heinrich Hoppe, micologo, botanico e naturalista tedesco (Bruchhausen-Vilsen, n. 1760 - Ratisbona, † 1846)

## Microbiologi(1)
- David Kelly, microbiologo e virologo britannico (Rhondda, n. 1944 - Oxfordshire, † 2003)

## Militari(12)
- David Usher Barnwell, ufficiale e aviatore inglese (Stoke Bishop, n. 1921 - Cielo di Malta, † 1941)
- David Boyle, VII conte di Glasgow, ufficiale e politico scozzese (n. 1833 - † 1915)
- David Buchan, ufficiale e esploratore scozzese (n. 1780 - † 1838)
- Davy Crockett, militare e politico statunitense (Limestone, n. 1786 - Alamo, † 1836)
- David Ogilvy, XII conte di Airlie, ufficiale scozzese (Cahir, n. 1893 - † 1968)
- David Galula, militare e scrittore francese (Sfax, n. 1919 - Arpajon, † 1967)
- David Marcus, militare statunitense (New York, n. 1902 - Abu Gosh, † 1948)
- David McCampbell, militare e aviatore statunitense (Bessemer, n. 1910 - Riviera Beach, † 1996)
- David Moriarty, militare britannico (Kilmallock, n. 1837 - Battaglia dell'Intombe, † 1879)
- David Spence, militare inglese (Inverkeithing, n. 1818 - Lambeth, † 1877)
- David Tobini, militare italiano (Roma, n. 1983 - Bala Morghab, † 2011)
- David C. Waybur, militare statunitense (Oakland, n. 1919 - Germania, † 1945)

## Modelli(4)
- David Boals, ex modello statunitense (Mansfield, n. 1971)
- David Fumero, modello e attore cubano (L'Avana, n. 1972)
- David Gandy, supermodello britannico (Billericay, n. 1980)
- David Michigan, modello e attore francese (n. 1989)

## Montatori(1)
- David Brenner, montatore statunitense (Hollywood, n. 1962 - West Hollywood, † 2022)

## Mountain biker(1)
- David Valero, mountain biker spagnolo (Baza, n. 1988)

## Multiplisti(1)
- David Allen Johnson, ex multiplista statunitense (Missoula, n. 1963)

## Musicisti(27)
- Dave Alvin, musicista e cantante statunitense (Downey, n. 1955)
- David Arkenstone, musicista e compositore statunitense (Chicago, n. 1952)
- David Baker, musicista, direttore d'orchestra e docente statunitense (Indianapolis, n. 1931 - Bloomington, † 2016)
- David Balfe, musicista inglese (Carlisle, n. 1958)
- David Binney, musicista statunitense (Miami, n. 1961)
- David Byrne, musicista, cantautore e produttore discografico statunitense (Dumbarton, n. 1952)
- David Grellier, musicista e produttore discografico francese (Nantes, n. 1979)
- David Grisman, musicista e compositore statunitense (Hackensack, n. 1945)
- David Grubbs, musicista e compositore statunitense (Louisville, n. 1967)
- David Hentschel, musicista e produttore discografico britannico (n. 1952)
- Davy Jones, musicista, cantante e attore britannico (Manchester, n. 1945 - Stuart, † 2012)
- David Kilgour, musicista neozelandese (Ranfurly)
- Junior Kimbrough, musicista statunitense (Hudsonville, n. 1930 - Holly Springs, † 1998)
- David Kitt, musicista irlandese (Dublino, n. 1975)
- David Knights, musicista, bassista e compositore britannico (Londra, n. 1945)
- David Marks, musicista e cantautore statunitense (Hawthorne, n. 1948)
- Dave Mason, musicista, cantante e chitarrista britannico (Worcester, n. 1946)
- David Pajo, musicista statunitense (Texas, n. 1968)
- David Peel, musicista e compositore statunitense (New York, n. 1943 - New York, † 2017)
- David Porter, musicista e cantante statunitense (Memphis, n. 1941)
- David Sancious, musicista statunitense (Asbury Park, n. 1953)
- David Schnaufer, musicista statunitense (Hearne, n. 1952 - Nashville, † 2006)
- David Silveria, musicista e batterista statunitense (Bakersfield, n. 1972)
- Dave Sitek, musicista, polistrumentista e produttore discografico statunitense (n. 1972)
- Screaming Lord Sutch, musicista e politico britannico (Hampstead, n. 1940 - Londra, † 1999)
- Avey Tare, musicista statunitense (Baltimora, n. 1979)
- David Tibet, musicista e pittore britannico (Batu Gajah, n. 1960)

## Musicologi(1)
- David Fallows, musicologo britannico (Buxton, n. 1945)

## Naturalisti(1)
- David Starr Jordan, naturalista statunitense (Gainesville, n. 1851 - Stanford, † 1931)

## Navigatori(1)
- David Kirke, navigatore inglese (Dieppe, n. 1597 - Londra, † 1654)

## Neurologi(1)
- David J. Impastato, neurologo e psichiatra italiano (Mazara del Vallo, n. 1903 - Pasadena, † 1986)

## Neuroscienziati(2)
- David Linden, neuroscienziato statunitense (Santa Monica, n. 1961)
- David Marr, neuroscienziato britannico (Londra, n. 1945 - Cambridge, † 1980)

## Nobili(17)
- David Armstrong-Jones, II conte di Snowdon, nobile britannico (St. James's, n. 1961)
- David Bowes-Lyon, nobile britannico (n. 1902 - Birkhall, † 1961)
- David Carnegie, V conte di Northesk, nobile scozzese (n. 1701 - † 1741)
- David Carnegie, IV conte di Northesk, nobile scozzese (n. 1675 - † 1729)
- David Carnegie, III conte di Northesk, nobile scozzese (n. 1643 - † 1688)
- David Carnegie, II conte di Northesk, nobile scozzese († 1679)
- David Carnegie, X conte di Northesk, nobile scozzese (n. 1865 - † 1921)
- David Carnegie, I conte di Southesk, nobile scozzese (n. 1575 - † 1658)
- David Colyear, I conte di Portmore, nobile e generale scozzese (n. 1656 - Weybridge, † 1730)
- David Douglas-Home, XV conte di Home, nobile, politico e dirigente d'azienda scozzese (Londra, n. 1943 - Coldstream, † 2022)
- David Freeman-Mitford, II barone Redesdale, nobile e ufficiale inglese (Londra, n. 1878 - Isola di Mull, † 1958)
- David Mountbatten, III marchese di Milford Haven, nobile inglese (Edimburgo, n. 1919 - Londra, † 1970)
- David Ogilvy, XIII conte di Airlie, nobile scozzese (Westminster, n. 1926 - Londra, † 2023)
- David Ogilvy, IX conte di Airlie, nobile e ufficiale scozzese (n. 1785 - Città di Westminster, † 1849)
- David Ogilvy, X conte di Airlie, nobile, politico e ufficiale scozzese (Londra, n. 1826 - Denver, † 1881)
- David Ogilvy, XI conte di Airlie, nobile e ufficiale inglese (Firenze, n. 1856 - Pretoria, † 1900)
- David Stewart, Duca di Rothesay, nobile scozzese (n. 1378 - Falkland, † 1402)

## Numismatici(1)
- David Michael Metcalf, numismatico britannico (n. 1933 - † 2018)

## Nuotatori(27)
- David Aubry, nuotatore francese (Saint-Germain-en-Laye, n. 1996)
- David Berbotto, ex nuotatore italiano (Alba, n. 1980)
- David Berkoff, ex nuotatore statunitense (Filadelfia, n. 1966)
- David Brandl, ex nuotatore austriaco (Linz, n. 1987)
- David Davies, nuotatore britannico (Cardiff, n. 1985)
- David Dickson, ex nuotatore australiano (Batu Gajah, n. 1941)
- David Dunne, ex nuotatore britannico (n. 1955)
- David Edgar, ex nuotatore statunitense (Fort Lauderdale, n. 1950)
- David Farinango, nuotatore ecuadoriano (Machala, n. 2000)
- David Gaul, nuotatore statunitense (Lafayette, n. 1886 - Filadelfia, † 1962)
- David Larson, ex nuotatore statunitense (Jesup, n. 1959)
- David Leigh, ex nuotatore britannico (n. 1956)
- David López-Zubero, ex nuotatore spagnolo (Jacksonville, n. 1959)
- David Lowe, ex nuotatore britannico (Beckenham, n. 1960)
- David Lundberg, ex nuotatore statunitense
- David McCagg, ex nuotatore statunitense (Fort Myers Beach, n. 1958)
- David Meca, ex nuotatore spagnolo (Sabadell, n. 1974)
- David Ortega, ex nuotatore spagnolo (Castellón de la Plana, n. 1979)
- David Parker, nuotatore britannico (Coventry, n. 1959 - Cornovaglia, † 2010)
- David Plummer, ex nuotatore statunitense (Norman, n. 1985)
- David Popovici, nuotatore rumeno (Bucarest, n. 2004)
- David Smétanine, nuotatore francese (Grenoble, n. 1974)
- David Theile, ex nuotatore australiano (Maryborough, n. 1938)
- David Walters, ex nuotatore statunitense (Yorktown, n. 1987)
- David Wharton, ex nuotatore statunitense (Abington, n. 1969)
- David Wilkie, nuotatore britannico (Colombo, n. 1954 - † 2024)
- David Wilson, ex nuotatore statunitense (Torrance, n. 1960)

## Orafi(1)
- David Altenstetter, orafo tedesco (Colmar, n. 1547 - Augusta, † 1617)

## Organisti(1)
- David Köler, organista, compositore e cantore tedesco (Zwickau, n. 1532 - Zwickau, † 1565)

## Orientalisti(1)
- David Samuel Margoliouth, orientalista britannico (Londra, n. 1858 - Londra, † 1940)

## Ornitologi(1)
- David Armitage Bannerman, ornitologo britannico (n. 1886 - † 1979)

## Orologiai(2)
- David Beringer, orologiaio tedesco (n. 1756 - † 1821)
- David Ramsay, orologiaio scozzese (Scozia - † 1653)

## Ostacolisti(7)
- David Burghley, ostacolista, dirigente sportivo e nobile britannico (Stamford, n. 1905 - Stamford, † 1981)
- David Greene, ostacolista e velocista britannico (Llanelli, n. 1986)
- David Hemery, ex ostacolista britannico (Cirencester, n. 1944)
- David King, ostacolista britannico (Plymouth, n. 1994)
- David Lean, ex ostacolista e velocista australiano (Launceston, n. 1935)
- David Oliver, ex ostacolista statunitense (Orlando, n. 1982)
- David Payne, ostacolista statunitense (Cincinnati, n. 1982)

## Paleontologi(1)
- David Norman, paleontologo britannico (n. 1952)

## Pallamanisti(2)
- David Balaguer, pallamanista spagnolo (n. 1991)
- David Barrufet, ex pallamanista, allenatore di pallamano e dirigente sportivo spagnolo (Barcellona, n. 1970)

## Pallanuotisti(8)
- David Bratton, pallanuotista statunitense (New York, n. 1869 - Chicago, † 1904)
- David Grogan, pallanuotista britannico (Ashton-under-Lyne, n. 1914 - † 1993)
- David Hammond, pallanuotista e nuotatore statunitense (Chicago, n. 1881 - Miami, † 1940)
- David Hesser, pallanuotista e nuotatore statunitense (n. 1884 - Manhattan, † 1908)
- David Martín Lozano, ex pallanuotista e allenatore di pallanuoto spagnolo (Barcellona, n. 1977)
- David McGregor, pallanuotista britannico (n. 1909 - Johnstone, † 1990)
- David Murray, pallanuotista britannico (Motherwell, n. 1925 - † 2020)
- David Sopher, pallanuotista indiano (Bombay, n. 1929 - † 2019)

## Pallavolisti(8)
- David Konečný, pallavolista ceco (Boskovice, n. 1982)
- David Lee, pallavolista statunitense (Alpine, n. 1982)
- David Lensi, pallavolista italiano (Città di Castello, n. 1995)
- David Menéndez, pallavolista portoricano (Bayamón, n. 1988)
- Dave Saunders, ex pallavolista statunitense (Seattle, n. 1960)
- David Smith, pallavolista statunitense (Panorama City, n. 1985)
- David Sossenheimer, pallavolista tedesco (Erlenbach am Main, n. 1996)
- David Wieczorek, pallavolista statunitense (Chicago, n. 1996)

## Parolieri(1)
- David Zippel, paroliere statunitense (Easton, n. 1954)

## Pastori protestanti(1)
- David Yonggi Cho, pastore protestante sudcoreano (Ulju-gunnei, n. 1936 - Seul, † 2021)

## Patologi(2)
- David Bruce, patologo e microbiologo scozzese (Melbourne, n. 1855 - Londra, † 1931)
- David Paul von Hansemann, patologo e oncologo tedesco (Eupen, n. 1858 - Berlino, † 1920)

## Patrioti(1)
- David Carnesecchi, patriota italiano (Firenze, n. 1810)

## Pattinatori artistici su ghiaccio(4)
- David Jenkins, ex pattinatore artistico su ghiaccio statunitense (Akron, n. 1936)
- David Pelletier, pattinatore artistico su ghiaccio canadese (Sayabec, n. 1974)
- David Santee, ex pattinatore artistico su ghiaccio statunitense (Oak Park, n. 1957)
- David Wilson, ex pattinatore artistico su ghiaccio e coreografo canadese (n. 1966)

## Pattinatori di velocità su ghiaccio(1)
- David Bosa, pattinatore di velocità su ghiaccio italiano (Trento, n. 1992)

## Pedagogisti(2)
- David Buckingham, pedagogista britannico (n. 1954)
- David Jonassen, pedagogista statunitense (New Jersey, n. 1947 - Missouri, † 2012)

## Pentatleti(2)
- David Kirkwood, pentatleta statunitense (Jackson, n. 1935 - † 2012)
- David Svoboda, pentatleta ceco (Praga, n. 1985)

## Personaggi televisivi(1)
- Dave Garroway, personaggio televisivo statunitense (Schenectady, n. 1913 - Swarthmore, † 1982)

## Pesisti(2)
- Dave Laut, pesista statunitense (Findlay, n. 1956 - Oxnard, † 2009)
- David Storl, pesista tedesco (Rochlitz, n. 1990)

## Pianisti(6)
- David Benoit, pianista e compositore statunitense (Bakersfield, n. 1953)
- David Fray, pianista francese (Tarbes, n. 1981)
- David Helfgott, pianista australiano (Melbourne, n. 1947)
- David Owen Norris, pianista, compositore e conduttore radiofonico britannico (Long Buckby, n. 1953)
- David Tudor, pianista e compositore statunitense (Filadelfia, n. 1926 - New York, † 1996)
- Martijn Westerholt, pianista, tastierista e compositore olandese (Zwolle, n. 1979)

## Piloti automobilistici(19)
- David Beckmann, pilota automobilistico tedesco (Iserlohn, n. 2000)
- David Brabham, pilota automobilistico australiano (Londra, n. 1965)
- Dave Charlton, pilota di Formula 1 sudafricano (Brotton, n. 1936 - Johannesburg, † 2013)
- David Clapham, pilota automobilistico e giornalista sudafricano (Rawmarsh, n. 1931 - † 2005)
- David Coulthard, ex pilota automobilistico britannico (Twynholm, n. 1971)
- David Hampshire, pilota automobilistico britannico (Mickleover, n. 1917 - Newton Solney, † 1990)
- David Hobbs, pilota di Formula 1 britannico (Leamington Spa, n. 1939)
- Dave Kennedy, ex pilota automobilistico irlandese (Sligo, n. 1953)
- David Malukas, pilota automobilistico lituano (Chicago, n. 2001)
- Dave Morgan, pilota automobilistico e ingegnere britannico (Cranmore, n. 1944 - Leatherhead, † 2018)
- David Murray, pilota automobilistico britannico (Edimburgo, n. 1909 - Las Palmas de Gran Canaria, † 1973)
- David Pearson, pilota automobilistico statunitense (Spartanburg, n. 1934 - Spartanburg, † 2018)
- David Piper, pilota automobilistico britannico (Edgware, n. 1930)
- David Prophet, pilota automobilistico britannico (Hong Kong, n. 1937 - Silverstone, † 1981)
- David Purley, pilota automobilistico britannico (Bognor Regis, n. 1945 - Bognor Regis, † 1985)
- David Ragan, pilota automobilistico statunitense (Unadilla, n. 1985)
- David Schumacher, pilota automobilistico tedesco (Bergheim, n. 2001)
- David Vidales, pilota automobilistico spagnolo (León, n. 2002)
- Dave Walker, pilota automobilistico australiano (Sydney, n. 1941 - † 2024)

## Piloti di rally(2)
- David Llewellin, pilota di rally britannico (Haverfordwest, n. 1960)
- Dave Mirra, pilota di rally e ciclista di BMX statunitense (Chittenango, n. 1974 - Greenville, † 2016)

## Piloti motociclistici(12)
- David Alonso, pilota motociclistico colombiano (Madrid, n. 2006)
- David Casteu, pilota motociclistico francese (Nizza, n. 1974)
- David Checa, pilota motociclistico spagnolo (Barcellona, n. 1980)
- David Frétigné, pilota motociclistico francese (Aveyron, n. 1970)
- David García Almansa, pilota motociclistico spagnolo (Almería, n. 1978)
- David Knight, pilota motociclistico mannese (Douglas, n. 1978)
- David Micó, pilota motociclistico spagnolo (L'Olleria, n. 1977)
- David Muñoz, pilota motociclistico spagnolo (Siviglia, n. 2006)
- David Philippaerts, pilota motociclistico italiano (Pietrasanta, n. 1983)
- David Pingree, pilota motociclistico statunitense (Great Falls, n. 1975)
- David Salom, pilota motociclistico spagnolo (Palma di Maiorca, n. 1984)
- David Tomás, pilota motociclistico spagnolo (Granollers, n. 1974)

## Pistard(4)
- David Brink, pistard statunitense (St. Paul, n. 1947 - † 2019)
- David Grylls, ex pistard statunitense (Detroit, n. 1957)
- Dave Ricketts, pistard e ciclista su strada britannico (Londra, n. 1920 - † 1996)
- David Weller, ex pistard giamaicano (Portmore, n. 1957)

## Pittori(30)
- David Alfaro Siqueiros, pittore messicano (Camargo, n. 1896 - Cuernavaca, † 1974)
- David Allan, pittore scozzese (Alloa, n. 1744 - Edimburgo, † 1796)
- David Bailly, pittore olandese (Leida, n. 1584 - Leida, † 1657)
- David Beck, pittore olandese (Delft, n. 1621 - L'Aia, † 1656)
- David Beghè, pittore italiano (Calice al Cornoviglio, n. 1854 - Calice al Cornoviglio, † 1933)
- David Bomberg, pittore britannico (Birmingham, n. 1890 - Londra, † 1957)
- David Bustill Bowser, pittore statunitense (Filadelfia, n. 1820 - Filadelfia, † 1900)
- David Young Cameron, pittore e incisore scozzese (Glasgow, n. 1865 - Perth, † 1945)
- Alex Colville, pittore canadese (Toronto, n. 1920 - Wolfville, † 2013)
- David de Coninck, pittore fiammingo (Anversa, n. 1636 - Bruxelles, † 1687)
- David Cox, pittore e docente britannico (Birmingham, n. 1783 - Harborne, † 1859)
- David Ghirlandaio, pittore italiano (Firenze, n. 1452 - † 1525)
- David Grazioso, pittore italiano (Bagnolo, n. 1921 - Bagnolo, † 2003)
- David de Haen, pittore olandese (Amsterdam, n. 1585 - Roma, † 1622)
- David Hockney, pittore, disegnatore e incisore britannico (Bradford, n. 1937)
- Georg Holtzendorff, pittore tedesco
- David Pièrre Giottino Humbert de Superville, pittore, incisore e scrittore olandese (L'Aia, n. 1770 - Leida, † 1849)
- David Jagger, pittore inglese (Kilnhurst, n. 1891 - † 1958)
- David Johnson, pittore statunitense (New York, n. 1827 - Walden, † 1908)
- David Payne, pittore scozzese (Annan, n. 1843 - † 1894)
- David Ryckaert III, pittore fiammingo (Anversa, n. 1612 - Anversa, † 1661)
- David Roberts, pittore britannico (Stockbridge, n. 1796 - † 1864)
- David Rossi, pittore, decoratore e architetto italiano (Thiene, n. 1741 - Venezia, † 1827)
- David Salle, pittore, incisore e scenografo statunitense (Norman, n. 1952)
- David Selenica, pittore albanese
- David Teniers il Vecchio, pittore fiammingo (Anversa, n. 1582 - † 1649)
- David Teniers il Giovane, pittore fiammingo (Anversa, n. 1610 - Bruxelles, † 1690)
- David Teniers III, pittore fiammingo (Anversa, n. 1638 - Bruxelles, † 1685)
- David Vinckboons, pittore, incisore e disegnatore olandese (Mechelen, n. 1576 - Amsterdam)
- David Wilkie, pittore scozzese (Cults, n. 1785 - Gibilterra, † 1841)

## Poeti(8)
- David Avidan, poeta, pittore e produttore cinematografico israeliano (Tel Aviv, n. 1934 - Tel Aviv, † 1995)
- David Castillo i Buïls, poeta, scrittore e critico letterario spagnolo (Barcellona, n. 1961)
- David Frishman, poeta, giornalista e critico letterario russo (Zgierz, n. 1865 - Berlino, † 1922)
- David Hofstein, poeta russo (Korostyshiv, n. 1889 - Mosca, † 1952)
- David Levi, poeta, patriota e politico italiano (Chieri, n. 1816 - Torino, † 1898)
- David Lyndsay, poeta e giudice scozzese (East Lothian)
- David William Parry, poeta, scrittore e teologo britannico (Portsmouth, n. 1958)
- David Rokeah, poeta israeliano (Leopoli, n. 1916 - Duisburg, † 1985)

## Polistrumentisti(2)
- David Bedford, polistrumentista, compositore e direttore d'orchestra britannico (Hendon, n. 1937 - † 2011)
- David A. Stewart, polistrumentista, cantautore e produttore discografico britannico (Sunderland, n. 1952)

## Politologi(4)
- David Boaz, politologo statunitense (Mayfield, n. 1953 - Contea di Arlington, † 2024)
- David Easton, politologo canadese (Toronto, n. 1917 - † 2014)
- David Held, politologo e sociologo britannico (n. 1951 - † 2019)
- David McLellan, politologo inglese (n. 1940)

## Poliziotti(3)
- David Harrel, poliziotto irlandese (Mount Pleasant, n. 1841 - † 1939)
- David Hennessy, poliziotto statunitense (New Orleans, n. 1858 - New Orleans, † 1890)
- Dave Toschi, poliziotto statunitense (San Francisco, n. 1931 - San Francisco, † 2018)

## Predicatori(1)
- Davide Lazzaretti, predicatore italiano (Arcidosso, n. 1834 - Bagnore, † 1878)

## Presbiteri(4)
- David Lewis, presbitero e gesuita gallese (Abergavenny, n. 1616 - Usk, † 1679)
- David Nazar, presbitero canadese (Toronto, n. 1952)
- David Robertson, presbitero e saggista britannico (Portmahomack, n. 1962)
- David Maria Turoldo, presbitero, teologo e filosofo italiano (Coderno, n. 1916 - Milano, † 1992)

## Produttori cinematografici(13)
- David Barron, produttore cinematografico britannico (Ipsden, n. 1954)
- David Brown, produttore cinematografico statunitense (New York, n. 1916 - New York, † 2010)
- David H. DePatie, produttore cinematografico statunitense (Los Angeles, n. 1929 - Gig Harbor, † 2021)
- David Ellison, produttore cinematografico statunitense (Santa Clara, n. 1983)
- David Heyman, produttore cinematografico britannico (Londra, n. 1961)
- David Hinojosa, produttore cinematografico statunitense (Portage)
- David Horsley, produttore cinematografico inglese (Durham, n. 1873 - Los Angeles, † 1933)
- David Kirschner, produttore cinematografico e sceneggiatore statunitense (Los Angeles, n. 1955)
- David Michael Latt, produttore cinematografico, regista e sceneggiatore statunitense (Los Angeles, n. 1966)
- David Guy Levy, produttore cinematografico, regista e attore statunitense (New York)
- David Puttnam, produttore cinematografico britannico (Londra, n. 1941)
- David O. Selznick, produttore cinematografico e sceneggiatore statunitense (Pittsburgh, n. 1902 - Los Angeles, † 1965)
- David Valdes, produttore cinematografico statunitense (Los Angeles, n. 1950)

## Produttori discografici(8)
- David Bendeth, produttore discografico, cantautore e polistrumentista britannico (Stoke Newington, n. 1954)
- David Cole, produttore discografico statunitense
- Dave Fridmann, produttore discografico e musicista statunitense (Buffalo, n. 1968)
- David Geffen, produttore discografico e produttore cinematografico statunitense (New York, n. 1943)
- David Lord, produttore discografico e compositore britannico (Oxford, n. 1944)
- Dave Sardy, produttore discografico e musicista statunitense (New York, n. 1967)
- Ski, produttore discografico statunitense (Greensboro)
- David Zard, produttore discografico, produttore teatrale e impresario teatrale italiano (Tripoli, n. 1943 - Roma, † 2018)

## Produttori teatrali(1)
- David Merrick, produttore teatrale statunitense (Saint Louis, n. 1911 - Londra, † 2000)

## Produttori televisivi(7)
- David Angell, produttore televisivo statunitense (West Barrington, n. 1946 - New York, † 2001)
- David Eick, produttore televisivo e sceneggiatore statunitense (n. 1968)
- David Frankham, produttore televisivo, produttore cinematografico e attore britannico (Gillingham, n. 1926)
- David E. Kelley, produttore televisivo, produttore cinematografico e sceneggiatore statunitense (Waterville, n. 1956)
- David Miner, produttore televisivo e manager statunitense (New York, n. 1969)
- David Fury, produttore televisivo e sceneggiatore statunitense (New York, n. 1959)
- David L. Wolper, produttore televisivo e produttore cinematografico statunitense (New York, n. 1928 - Beverly Hills, † 2010)

## Psichiatri(3)
- David Cooper, psichiatra sudafricano (Città del Capo, n. 1931 - Parigi, † 1986)
- David Healy, psichiatra irlandese (n. 1954)
- David Servan-Schreiber, psichiatra e giornalista francese (Neuilly-sur-Seine, n. 1961 - Fécamp, † 2011)

## Psicologi(10)
- David Ausubel, psicologo statunitense (New York, n. 1918 - New York, † 2008)
- David Dunning, psicologo statunitense (n. 1960)
- David Ferrier, psicologo e neurologo scozzese (Woodside, n. 1843 - Londra, † 1924)
- David Hartley, psicologo e filosofo britannico (Halifax, n. 1705 - Bath, † 1757)
- David Katz, psicologo tedesco (Kassel, n. 1884 - Stoccolma, † 1953)
- David A. Kenny, psicologo statunitense (n. 1946)
- David McClelland, psicologo statunitense (Mount Vernon, n. 1917 - † 1998)
- David Rapaport, psicologo e psicoanalista ungherese (Budapest, n. 1911 - Stockbridge, † 1960)
- David Rumelhart, psicologo statunitense (Wessington Springs, n. 1942 - Chelsea, † 2011)
- David Wechsler, psicologo rumeno (Lespezi, n. 1896 - New York, † 1981)

## Pubblicitari(1)
- David Ogilvy, pubblicitario britannico (West Horsley, n. 1911 - Touffou, † 1999)

## Pugili(12)
- David Adeleye, pugile inglese (n. 1996)
- David Ayrapetyan, pugile russo (Baku, n. 1983)
- David Benavidez, pugile messicano (Phoenix, n. 1996)
- David Carstens, pugile sudafricano (Strand, n. 1914 - Johannesburg, † 1955)
- David Díaz, pugile statunitense (Chicago, n. 1976)
- David Haye, ex pugile britannico (Bermondsey, n. 1980)
- David Izonritei, ex pugile nigeriano (Lagos, n. 1968)
- David Lemieux, pugile canadese (Montréal, n. 1988)
- David Price, pugile britannico (Liverpool, n. 1983)
- David Reid, ex pugile statunitense (Filadelfia, n. 1973)
- David Torosjan, ex pugile sovietico (Erevan, n. 1950)
- David Tua, ex pugile neozelandese (Faleasiu, n. 1972)

## Rabbini(6)
- David Bar-Hayim, rabbino e docente israeliano (Sydney, n. 1960)
- David Gil Dalin, rabbino e storico statunitense (San Francisco, n. 1949)
- David ben Naphtali Fränkel, rabbino e religioso tedesco (Berlino, n. 1704 - † 1762)
- David Lau, rabbino israeliano (Tel Aviv, n. 1966)
- David Rosen, rabbino britannico (Newbury, n. 1951)
- David Weiss Halivni, rabbino, teologo e educatore statunitense (Kobyletzka Poliana, n. 1927 - † 2022)

## Rapper(13)
- David Banner, rapper statunitense (Jackson, n. 1973)
- Primo Brown, rapper italiano (Roma, n. 1976 - Roma, † 2016)
- Lil Dicky, rapper, comico e ambientalista statunitense (Cheltenham, n. 1988)
- Cano, rapper spagnolo (Madrid, n. 2001)
- DJ Quik, rapper, beatmaker e produttore discografico statunitense (Compton, n. 1970)
- Young Buck, rapper statunitense (Nashville, n. 1981)
- Dave East, rapper e attore statunitense (New York, n. 1988)
- Metrickz, rapper tedesco (Osnabrück, n. 1990)
- Devito, rapper e produttore discografico serbo (Kragujevac, n. 1995)
- Rayden, rapper spagnolo (Alcalá de Henares, n. 1985)
- Dave, rapper, produttore discografico e attore britannico (Brixton, n. 1998)
- Busy Bee Starski, rapper statunitense (Baltimora, n. 1962)
- Styles P, rapper statunitense (New York, n. 1974)

## Registi teatrali(2)
- David Cromer, regista teatrale e attore statunitense (Illinois, n. 1964)
- David McVicar, regista teatrale scozzese (Glasgow, n. 1966)

## Religiosi(1)
- David Berg, religioso statunitense (Oakland, n. 1919 - Costa de Caparica, † 1994)

## Rugbisti a 13(1)
- Dai Young, ex rugbista a 13, ex rugbista a 15 e allenatore di rugby a 15 britannico (Aberdare, n. 1969)

## Rugbisti a 15(43)
- David Attoub, ex rugbista a 15 e allenatore di rugby a 15 francese (Valence, n. 1981)
- Dave Attwood, rugbista a 15 britannico (Bristol, n. 1987)
- David Aucagne, ex rugbista a 15 e allenatore di rugby a 15 francese (Vichy, n. 1973)
- David Auradou, ex rugbista a 15 francese (Harfleur, n. 1973)
- David Blair, rugbista a 15 e insegnante britannico (Edimburgo, n. 1985)
- David Bortolussi, rugbista a 15 italiano (Auch, n. 1981)
- David Campese, ex rugbista a 15 australiano (Queanbeyan, n. 1962)
- David Codey, ex rugbista a 15 australiano (Sydney, n. 1957)
- David Croft, ex rugbista a 15 australiano (Brisbane, n. 1979)
- David Dal Maso, ex rugbista a 15 italiano (Legnago, n. 1980)
- Mefin Davies, ex rugbista a 15 e allenatore di rugby britannico (Nantgaredig, n. 1972)
- David Denton, rugbista a 15 zimbabwese (Marondera, n. 1990)
- David Egerton, rugbista a 15 e allenatore di rugby a 15 britannico (Pinner, n. 1961 - Bristol, † 2021)
- David Giffin, ex rugbista a 15 australiano (Brisbane, n. 1973)
- David Harvey, rugbista a 15 australiano (Brisbane, n. 1982)
- Dave Hewett, ex rugbista a 15 e allenatore di rugby a 15 neozelandese (Christchurch, n. 1971)
- David Humphreys, ex rugbista a 15, allenatore di rugby a 15 e avvocato britannico (Belfast, n. 1971)
- David Irwin, ex rugbista a 15 e medico britannico (Belfast, n. 1959)
- Paddy Jackson, rugbista a 15 britannico (Belfast, n. 1992)
- Dave Kearney, rugbista a 15 irlandese (Dublino, n. 1989)
- Dave Kilcoyne, rugbista a 15 irlandese (Limerick, n. 1988)
- David Kirk, ex rugbista a 15, allenatore di rugby a 15 e dirigente d'azienda neozelandese (Wellington, n. 1960)
- David Knox, ex rugbista a 15 e allenatore di rugby a 15 australiano (Randwick, n. 1963)
- David Lemi, rugbista a 15 e allenatore di rugby a 15 samoano (Apia, n. 1982)
- David Lyons, rugbista a 15 australiano (Orange, n. 1980)
- David Marty, rugbista a 15 francese (Perpignano, n. 1982)
- Dai Morris, ex rugbista a 15 gallese (Rhigos, n. 1941)
- David Nucifora, ex rugbista a 15, allenatore di rugby a 15 e dirigente sportivo australiano (Brisbane, n. 1962)
- David Odiete, rugbista a 15 italiano (Reggio nell'Emilia, n. 1993)
- David Paice, ex rugbista a 15 australiano (Darwin, n. 1983)
- David Pocock, ex rugbista a 15, attivista e politico zimbabwese (Gweru, n. 1988)
- David Rees, ex rugbista a 15 e allenatore di rugby britannico (Kingston upon Thames, n. 1974)
- David Robertson, rugbista a 15 e golfista scozzese (Glasgow, n. 1869 - West Berkshire, † 1937)
- David Sisi, rugbista a 15 italiano (Rinteln, n. 1993)
- David Skrela, ex rugbista a 15 francese (Tolosa, n. 1979)
- David Sole, ex rugbista a 15 britannico (Aylesbury, n. 1962)
- David Strettle, ex rugbista a 15 britannico (Warrington, n. 1983)
- Davy Tweed, rugbista a 15 e politico britannico (Ballymoney, n. 1959 - † 2021)
- David Venditti, ex rugbista a 15 e allenatore di rugby a 15 francese (Bellegarde-Poussieu, n. 1973)
- David Wallace, ex rugbista a 15 irlandese (Limerick, n. 1976)
- David Williams, ex rugbista a 15 e allenatore di rugby a 15 gallese (Trethomas, n. 1939)
- David Wilson, ex rugbista a 15 australiano (Brisbane, n. 1967)
- David Wilson, ex rugbista a 15 britannico (South Shields, n. 1985)

## Saggisti(5)
- David Berlinski, saggista statunitense (New York City, n. 1942)
- David Grann, saggista e giornalista statunitense (Westport, n. 1967)
- David Irving, saggista britannico (Hutton, n. 1938)
- David Quammen, saggista e divulgatore scientifico statunitense (Cincinnati, n. 1948)
- David Yallop, saggista britannico (Londra, n. 1937 - Londra, † 2018)

## Saltatori con gli sci(2)
- David Siegel, saltatore con gli sci tedesco (Baiersbronn, n. 1996)
- David Zauner, ex saltatore con gli sci e ex combinatista nordico austriaco (Leoben, n. 1985)

## Santi(1)
- David Roldán Lara, santo messicano (Chalchihuites, n. 1902 - Chalchihuites, † 1926)

## Sassofonisti(6)
- David Jackson, sassofonista, flautista e compositore britannico (Stamford, n. 1947)
- Dave Koz, sassofonista statunitense (Encino, n. 1963)
- David Murray, sassofonista e clarinettista statunitense (Oakland, n. 1955)
- David "Fathead" Newman, sassofonista statunitense (Corsicana, n. 1933 - Kingston, † 2009)
- David Sanborn, sassofonista, conduttore televisivo e conduttore radiofonico statunitense (Tampa, n. 1945 - Tarrytown, † 2024)
- David Schildkraut, sassofonista statunitense (New York, n. 1925 - Darien, † 1998)

## Scacchisti(7)
- David Antón Guijarro, scacchista spagnolo (Murcia, n. 1995)
- David G. Baird, scacchista statunitense (New York, n. 1854 - Elizabeth, † 1913)
- David Bronštejn, scacchista sovietico (Bila Cerkva, n. 1924 - Minsk, † 2006)
- David Hooper, scacchista britannico (Reigate, n. 1915 - Londra, † 1998)
- David Howell, scacchista britannico (Eastbourne, n. 1990)
- David Navara, scacchista ceco (Praga, n. 1985)
- David Paravjan, scacchista russo (Mosca, n. 1998)

## Sceneggiatori(33)
- David Ayer, sceneggiatore, regista e produttore cinematografico statunitense (Champaign, n. 1968)
- David Bellini, sceneggiatore, regista e autore televisivo italiano (Grosseto, n. 1972 - † 2016)
- David Butler, sceneggiatore scozzese (Larkhall, n. 1927 - Londra, † 2006)
- David Callaham, sceneggiatore statunitense (Fresno, n. 1977)
- David Chase, sceneggiatore, regista e produttore televisivo statunitense (Mount Vernon, n. 1945)
- David X. Cohen, sceneggiatore e produttore televisivo statunitense (Englewood, n. 1966)
- David Franzoni, sceneggiatore e produttore cinematografico statunitense (Vermont, n. 1947)
- David A. Goodman, sceneggiatore e produttore televisivo statunitense (The Bronx, n. 1962)
- David Zelag Goodman, sceneggiatore statunitense (New York, n. 1930 - Oakland, † 2011)
- David S. Goyer, sceneggiatore, regista e produttore cinematografico statunitense (Ann Arbor, n. 1965)
- David Greenwalt, sceneggiatore, produttore televisivo e regista statunitense (Los Angeles, n. 1949)
- David Hemingson, sceneggiatore e produttore cinematografico statunitense (New Haven, n. 1964)
- David Leslie Johnson-McGoldrick, sceneggiatore statunitense (Mansfield, n. 1942)
- David Kajganich, sceneggiatore e produttore cinematografico statunitense (Lorain, n. 1969)
- David Klass, sceneggiatore statunitense (Vermont)
- David Koepp, sceneggiatore e regista statunitense (Pewaukee, n. 1963)
- David Kohan, sceneggiatore e produttore televisivo statunitense (New York, n. 1964)
- David Levien, sceneggiatore, produttore cinematografico e produttore televisivo statunitense (Great Neck, n. 1967)
- David Magee, sceneggiatore e attore statunitense (Flint, n. 1962)
- David McKenna, sceneggiatore, produttore cinematografico e produttore televisivo statunitense (San Diego, n. 1968)
- David Odell, sceneggiatore statunitense (Merced, n. 1943)
- David Webb Peoples, sceneggiatore e regista statunitense (Middletown, n. 1940)
- David Reynolds, sceneggiatore statunitense (Placerville, n. 1966)
- David S. Rosenthal, sceneggiatore e produttore televisivo statunitense (n. 1968)
- David Scarpa, sceneggiatore statunitense (Fort Campbell)
- David Seidler, sceneggiatore britannico (Londra, n. 1937 - Nuova Zelanda, † 2024)
- David Self, sceneggiatore statunitense (n. 1970)
- David Shore, sceneggiatore e produttore televisivo canadese (London, n. 1959)
- David Swift, sceneggiatore, regista e produttore cinematografico statunitense (Minneapolis, n. 1919 - Santa Monica, † 2001)
- David Twohy, sceneggiatore e regista statunitense (n. 1955)
- David Veloz, sceneggiatore, produttore cinematografico e regista statunitense (Pasadena, n. 1962)
- David S. Ward, sceneggiatore e regista statunitense (Providence, n. 1945)
- David Zuckerman, sceneggiatore e produttore televisivo statunitense (Danville, n. 1962)

## Scenografi(2)
- David Hoberman, scenografo, regista e produttore televisivo statunitense (New York, n. 1952)
- David Wasco, scenografo statunitense

## Schermidori(5)
- David Bernier, schermidore portoricano (n. 1976)
- David Castillo, schermidore cubano (n. 1988)
- David Lidow, ex schermidore statunitense (n. 1977)
- David Littell, ex schermidore statunitense (n. 1953)
- David Tyšler, schermidore sovietico (Cherson, n. 1927 - Mosca, † 2014)

## Sciatori alpini(14)
- David Anderson, ex sciatore alpino canadese (Rossland, n. 1979)
- David Chodounsky, ex sciatore alpino statunitense (Saint Paul, n. 1984)
- David De Costa, ex sciatore alpino sloveno (n. 1976)
- David Donaldson, ex sciatore alpino canadese (n. 1986)
- David Duchesne, ex sciatore alpino canadese (n. 1961)
- Dave Irwin, ex sciatore alpino canadese (Thunder Bay, n. 1954)
- David Ketterer, ex sciatore alpino tedesco (n. 1996)
- Dave Murray, sciatore alpino canadese (Montréal, n. 1953 - Vancouver, † 1990)
- David Poisson, sciatore alpino francese (Annecy, n. 1982 - Nakiska, † 2017)
- David Prétot, ex sciatore alpino francese (n. 1969)
- Dave Ryding, sciatore alpino britannico (Chorley, n. 1986)
- David Viele, ex sciatore alpino statunitense (n. 1975)
- David Zogg, sciatore alpino e combinatista nordico svizzero (Wartau, n. 1902 - Arosa, † 1977)
- David Zwilling, ex sciatore alpino austriaco (Abtenau, n. 1949)

## Sciatori freestyle(3)
- David Mobärg, sciatore freestyle svedese (Undersåker, n. 1999)
- David Morris, sciatore freestyle australiano (Melbourne, n. 1984)
- David Wise, sciatore freestyle statunitense (Reno, n. 1990)

## Scrittori di fantascienza(2)
- David Drake, scrittore di fantascienza statunitense (Dubuque, n. 1945 - Silk Hope, † 2023)
- David Gerrold, scrittore di fantascienza statunitense (Chicago, n. 1944)

## Scultori(3)
- David Adickes, scultore statunitense (Huntsville, n. 1927 - † 2025)
- David Smith, scultore statunitense (Decatur, n. 1906 - South Shaftsbury, † 1965)
- David Černý, scultore ceco (Praga, n. 1967)

## Sessuologi(1)
- David Oliver Cauldwell, sessuologo statunitense (Cleveland, n. 1897 - El Paso, † 1959)

## Skeletonisti(2)
- David Carnegie, XI conte di Northesk, skeletonista e nobile scozzese (Londra, n. 1901 - Binfield, † 1963)
- Dave Greszczyszyn, skeletonista canadese (Brampton, n. 1979)

## Slittinisti(4)
- David Gamm, slittinista tedesco (Brilon, n. 1995)
- David Gleirscher, slittinista austriaco (Hall in Tirol, n. 1994)
- David Mair, slittinista italiano (Vipiteno, n. 1984)
- David Möller, ex slittinista tedesco (Sonneberg, n. 1982)

## Sociologi(3)
- David R. Gibson, sociologo statunitense (Filadelfia, n. 1969)
- David Matza, sociologo e criminologo statunitense (New York, n. 1930 - Berkeley, † 2018)
- David Riesman, sociologo statunitense (Filadelfia, n. 1909 - Binghamton, † 2002)

## Sollevatori(5)
- David Katoatau, sollevatore gilbertese (Nonouti, n. 1984)
- David Mercer, ex sollevatore britannico (Salford, n. 1961)
- David Rigert, ex sollevatore sovietico (Nagornoje, n. 1947)
- David Sheppard, sollevatore statunitense (New York, n. 1931 - New York, † 2000)
- David Sánchez, sollevatore spagnolo (Melilla, n. 1990)

## Statistici(2)
- David Blackwell, statistico statunitense (Centralia, n. 1919 - Berkeley, † 2010)
- David Cox, statistico britannico (Birmingham, n. 1924 - Oxford, † 2022)

## Stilisti(1)
- David Emanuel, stilista britannico (Bridgend, n. 1952)

## Storici(23)
- David Abulafia, storico britannico (Twickenham, n. 1949)
- David Bates, storico e insegnante inglese (n. 1945)
- David Bercot, storico, avvocato e scrittore statunitense (n. 1950)
- David Cassel, storico e teologo tedesco (Głogów, n. 1818 - Berlino, † 1893)
- David Castelli, storico, biblista e ebraista italiano (Livorno, n. 1836 - Firenze, † 1901)
- David G. Chandler, storico britannico (n. 1934 - † 2004)
- David Conforte, storico tedesco (Salonicco, n. 1618 - † 1685)
- David Cordingly, storico inglese (Londra, n. 1938)
- David Brion Davis, storico statunitense (Denver, n. 1927 - Guilford, † 2019)
- David Dumville, storico e medievista britannico (n. 1949 - † 2024)
- David Flusser, storico e biblista israeliano (Vienna, n. 1917 - Gerusalemme, † 2000)
- David Herlihy, storico statunitense (San Francisco, n. 1930 - † 1991)
- David Michael Jacobs, storico e saggista statunitense (n. 1942)
- David Kahn, storico, giornalista e saggista statunitense (New York, n. 1930 - Great Neck, † 2024)
- David Kent, storico australiano (Mount Lawley, n. 1941)
- David King, storico e scrittore statunitense (n. 1970)
- David Landes, storico statunitense (New York, n. 1924 - Haverford, † 2013)
- David Lavender, storico e scrittore statunitense (Telluride, n. 1910 - Ojai, † 2003)
- David McCullough, storico statunitense (Pittsburgh, n. 1933 - Hingham, † 2022)
- David Morris Potter, storico statunitense (Augusta, n. 1910 - † 1971)
- David Ridgway, storico e etruscologo britannico (Atene, n. 1938 - Atene, † 2012)
- David Borisovič Rjazanov, storico e politico russo (Odessa, n. 1870 - Saratov, † 1938)
- David K. Wyatt, storico, traduttore e scrittore statunitense (Fitchburg, n. 1937 - Ithaca, † 2006)

## Storici dell'architettura(1)
- David Watkin, storico dell'architettura inglese (Salisbury, n. 1941 - † 2018)

## Storici della scienza(1)
- David C. Lindberg, storico della scienza statunitense (Minneapolis, n. 1935 - Madison, † 2015)

## Storici delle religioni(2)
- David Gordon White, storico delle religioni statunitense (Pittsfield, n. 1953)
- David Lorenzen, storico delle religioni britannico

## Stuntman(1)
- David Leitch, stuntman, regista e attore statunitense (Stratford, n. 1975)

## Tastieristi(8)
- David Bryan, tastierista e compositore statunitense (Perth Amboy, n. 1962)
- David Campbell, tastierista, compositore e produttore discografico canadese (Toronto, n. 1948)
- David Foster, tastierista, produttore discografico e compositore canadese (Victoria, n. 1949)
- Dave Greenfield, tastierista e cantante britannico (Brighton, n. 1949 - † 2020)
- Dave MacRae, tastierista, compositore e produttore discografico neozelandese (Auckland, n. 1940)
- David Manion, tastierista, pianista e ingegnere statunitense (Kalamazoo, n. 1955)
- David Rosenthal, tastierista statunitense (n. 1961)
- David Stone, tastierista canadese (Toronto, n. 1952)

## Tennisti(20)
- David Adams, ex tennista sudafricano (Città del Capo, n. 1970)
- David Carter, ex tennista australiano (Bundaberg, n. 1956)
- David DiLucia, ex tennista e allenatore di tennis statunitense (Norristown, n. 1970)
- David Dowlen, ex tennista statunitense (Houston, n. 1960)
- David Engel, ex tennista svedese (Göteborg, n. 1967)
- David Goffin, tennista belga (Liegi, n. 1990)
- David Graham, ex tennista australiano (Newcastle, n. 1962)
- David Guez, ex tennista francese (Marsiglia, n. 1982)
- David Lloyd, ex tennista britannico (Leigh-on-Sea, n. 1948)
- David Marrero, tennista spagnolo (Las Palmas, n. 1980)
- David Martin, ex tennista statunitense (Tulsa, n. 1981)
- David Pate, ex tennista statunitense (Los Angeles, n. 1962)
- David Pel, tennista olandese (Amstelveen, n. 1991)
- David Prinosil, ex tennista tedesco (Olomouc, n. 1973)
- David Rikl, ex tennista ceco (Brandys, n. 1971)
- David Schneider, ex tennista sudafricano (Johannesburg, n. 1955)
- David Sherbeck, ex tennista statunitense (Fullerton, n. 1955)
- David Škoch, ex tennista ceco (Brandýs nad Labem-Stará Boleslav, n. 1976)
- David Vega Hernández, tennista spagnolo (Telde, n. 1994)
- David Wheaton, ex tennista statunitense (Minneapolis, n. 1969)

## Tenori(4)
- David Alegret, tenore spagnolo (Barcellona, n. 1974)
- David Rendall, tenore britannico (Londra, n. 1948 - New Forest, † 2025)
- David Hobson, tenore e compositore australiano (Ballarat, n. 1960)
- David Miller, tenore statunitense (San Diego, n. 1973)

## Teologi(6)
- David Dishypatos, teologo e monaco cristiano bizantino (Tessalonica)
- David Bentley Hart, teologo e saggista statunitense (n. 1965)
- David Joris, teologo fiammingo (Fiandre - Basilea, † 1556)
- David Nekrutman, teologo, scrittore e editorialista statunitense (Brooklyn)
- David Friedrich Strauß, teologo, filosofo e biografo tedesco (Ludwigsburg, n. 1808 - Ludwigsburg, † 1874)
- David Tracy, teologo statunitense (Yonkers, n. 1939 - Chicago, † 2025)

## Thaiboxer(1)
- David Pacquette, thaiboxer, kickboxer e pugile inglese (n. 1974)

## Tiratori a volo(3)
- David Higgins, tiratore a volo statunitense (San Clemente, n. 1994)
- David Kostelecký, tiratore a volo ceco (Brno, n. 1975)
- David McMackon, tiratore a volo canadese (Markham, n. 1858 - Angus, † 1922)

## Traduttori(1)
- David Camus, traduttore e scrittore francese (Grasse, n. 1970)

## Triatleti(1)
- David Hauss, triatleta francese (Parigi, n. 1984)

## Triplisti(1)
- David Wilson, ex triplista e ex giocatore di football americano statunitense (Danville, n. 1991)

## Trombettisti(2)
- David Guerrier, trombettista francese (Pierrelatte, n. 1984)
- David Short, trombettista e compositore statunitense (Cincinnati, n. 1951)

## Truccatori(1)
- David LeRoy Anderson, truccatore statunitense (Los Angeles)

## Tuffatori(5)
- David Boudia, tuffatore statunitense (Abilene, n. 1989)
- David Browning, tuffatore statunitense (Boston, n. 1931 - Rantoul, † 1956)
- David Colturi, tuffatore statunitense (n. 1989)
- David Dinsmore, tuffatore statunitense (New Albany, n. 1997)
- David Fall, tuffatore statunitense (Fairland, n. 1902 - San Bernardino, † 1964)

## Umoristi(1)
- David Sedaris, umorista e scrittore statunitense (Binghamton, n. 1956)

## Velisti(4)
- David Barnes, velista neozelandese (Wellington, n. 1958 - † 2020)
- David Miller, velista canadese (Vancouver, n. 1943)
- David Dunlop, velista britannico (n. 1859 - † 1931)
- David Hughes, velista statunitense (Ithaca, n. 1978)

## Velocisti(15)
- David Alerte, velocista francese (La Trinité, n. 1984)
- David Canal, ex velocista spagnolo (Barcellona, n. 1978)
- David Gillick, velocista irlandese (Ballinteer, n. 1983)
- David Grindley, velocista britannico (Hindley, n. 1972)
- David Jacobs, velocista britannico (Cardiff, n. 1888 - Llandudno, † 1976)
- David Jenkins, ex velocista britannico (Pointe-à-Pierre, n. 1952)
- David Jiménez Herrera, velocista spagnolo (Monachil, n. 1995)
- David Jones, velocista britannico (Brookmans Park, n. 1940 - Maiorca, † 2023)
- Trell Kimmons, velocista statunitense (Coldwater, n. 1985)
- David Nepomuceno, velocista filippino (Oas, n. 1900 - † 1939)
- David Neville, velocista statunitense (Merrilville, n. 1984)
- David Segal, ex velocista britannico (Londra, n. 1937)
- David Sime, velocista statunitense (Paterson, n. 1936 - † 2016)
- David Sombé, velocista francese (Parigi, n. 2000)
- David Verburg, velocista statunitense (Lynchburg, n. 1991)

## Vescovi anglicani(1)
- David Hamid, vescovo anglicano britannico (Glasgow, n. 1955)

## Vescovi cattolici(18)
- David de Bernham, vescovo cattolico scozzese (Berwickshire, † 1253)
- David Joseph Bonnar, vescovo cattolico statunitense (Pittsburgh, n. 1962)
- Davide di Borgogna, vescovo cattolico tedesco (Atrecht, n. 1427 - Wijk bij Duurstede, † 1496)
- David Dias Pimentel, vescovo cattolico portoghese (Nordeste, n. 1941 - São João da Boa Vista, † 2021)
- David Austin Konderla, vescovo cattolico statunitense (Bryan, n. 1960)
- David Every Konstant, vescovo cattolico britannico (Londra, n. 1930 - Leeds, † 2016)
- David John Malloy, vescovo cattolico statunitense (Milwaukee, n. 1956)
- David Martínez de Aguirre Guinea, vescovo cattolico e missionario spagnolo (Vitoria, n. 1970)
- David Michael O'Connell, vescovo cattolico statunitense (Filadelfia, n. 1955)
- David Gerard O'Connell, vescovo cattolico irlandese (Cork, n. 1953 - Hacienda Heights, † 2023)
- David James Oakley, vescovo cattolico britannico (Stourbridge, n. 1955)
- David Laurin Ricken, vescovo cattolico statunitense (Dodge City, n. 1952)
- David Prescott Talley, vescovo cattolico statunitense (Columbus, n. 1950)
- David Leon Toups, vescovo cattolico statunitense (Seattle, n. 1971)
- David William Valencia Antonio, vescovo cattolico filippino (Nagtupacan, n. 1963)
- David John Walkowiak, vescovo cattolico statunitense (East Cleveland, n. 1953)
- David Arthur Waller, vescovo cattolico britannico (Londra, n. 1961)
- David Allen Zubik, vescovo cattolico statunitense (Sewickley, n. 1949)

## Violinisti(6)
- David Cross, violinista britannico (Plymouth, n. 1948)
- David Garrett, violinista e compositore tedesco (Aquisgrana, n. 1980)
- David Fëdorovič Ojstrach, violinista sovietico (Odessa, n. 1908 - Amsterdam, † 1974)
- David Ragsdale, violinista, chitarrista e compositore statunitense (Atlanta, n. 1958)
- David Rubinoff, violinista russo (Hrodna, n. 1897 - Columbus, † 1986)
- Dave Swarbrick, violinista e chitarrista britannico (Londra, n. 1941 - Londra, † 2016)

## Violoncellisti(1)
- David Darling, violoncellista e compositore statunitense (Elkhart, n. 1941 - Goshen, † 2021)

## Wrestler(12)
- The Angel of Death, wrestler statunitense (Arlington, n. 1953 - Bedford, † 2007)
- Fit Finlay, ex wrestler nordirlandese (Belfast, n. 1958)
- David Flair, ex wrestler statunitense (Minneapolis, n. 1979)
- Gangrel, wrestler statunitense (Tampa, n. 1969)
- Kid Kash, wrestler e artista marziale misto statunitense (Waynesboro, n. 1969)
- Dave Mastiff, wrestler inglese (Birmingham, n. 1984)
- Jimmy Del Ray, wrestler statunitense (Grove City, n. 1962 - Tampa, † 2014)
- David Sammartino, wrestler statunitense (Pittsburgh, n. 1960)
- David Schultz, ex wrestler e cacciatore di taglie statunitense (Contea di Madison, Tennessee, n. 1955)
- Davey Boy Smith, wrestler inglese (Golborne, n. 1962 - Invermere, † 2002)
- Dave Taylor, ex wrestler britannico (Yorkshire, n. 1957)
- David Von Erich, wrestler statunitense (Dallas, n. 1958 - Tokyo, † 1984)

## Youtuber(1)
- David Dobrik, youtuber, attore e personaggio televisivo slovacco (Košice, n. 1996)

## Zoologi(1)
- David W. Macdonald, zoologo britannico

## Senza attività specificata(15)
- David Bintley, ex ballerino, coreografo e direttore artistico britannico (Huddersfield, n. 1957)
- David Bordwell, storico del cinema, critico cinematografico e blogger statunitense (Penn Yan, n. 1947 - Madison, † 2024)
- David Ermini, ex politico e avvocato italiano (Figline Valdarno, n. 1959)
- David Hallberg, ex ballerino e direttore artistico statunitense (Rapid City, n. 1982)
- Dave Hebner, statunitense (Richmond, n. 1949 - Mechanicsville, † 2022)
- David Alexander Johnston, vulcanologo statunitense (Chicago, n. 1949 - Monte Saint Helens, † 1980)
- John Lloyd, allenatore di rugby a 15 e ex rugbista a 15 gallese (Pontycymmer, n. 1943)
- David Makhateli, ex ballerino georgiano (Tiblisi, n. 1976)
- David McAllister, ex ballerino e direttore artistico australiano (Perth, n. 1963)
- David Miscavige, statunitense (Filadelfia, n. 1960)
- David Packouz, statunitense (n. 1982)
- David Reimer, canadese (Winnipeg, n. 1965 - Winnipeg, † 2004)
- Dave Rudabaugh, pistolero statunitense (Contea di Fulton, n. 1854 - Hidalgo del Parral, † 1886)
- David Rudman, burattinaio statunitense (Chicago, n. 1964)
- David Elliott, britannico (Prestbury, n. 1949)